# Schweizer Truppen in niederländischen Diensten

Wappen der Generalstaaten[1]
Stempel der Niederländischen Ostindien-Kompanie[2]
Flagge des Königreichs der Vereinigten Niederlande

Von 1568 bis 1829 standen 31 Schweizer Truppen in niederländischen Diensten, schätzungsweise gesamthaft rund 80'000 Mann.
Sie waren in drei Abschnitten der Geschichte der Niederlande im Einsatz: erstmals vom 16. bis zum 18. Jahrhundert (ab 1581 im Heer (niederländisch Staatse Leger) der Republik der Vereinigten Niederlande, auch Generalstaaten genannt), im 18. Jahrhundert in Afrika und Asien für die Niederländische Ostindien-Kompanie und im 19. Jahrhundert in der Armee der nach dem Wiener Kongress 1815 entstandenen konstitutionellen Monarchie des Vereinigten Königreichs der Niederlande.
Schweizer Truppen in fremden Diensten waren der von Behörden der Schweizer Eidgenossenschaft mit Staatsverträgen geregelte Solddienst von geführten, ganzen Truppenkörpern im Ausland.
Diese Verträge enthielten ein Kapitel, das die militärischen Angelegenheiten regelte: die sogenannte Kapitulation (oder Privatkapitulation, wenn einer der Vertragspartner ein privater Militärunternehmer war).

## Übersicht der Schweizer Truppen in niederländischen Diensten
| Generalstaaten 1581–1692                                                          |                                  |            |
| #ned                                                                              | Bezeichnung                      | Jahr       |
| Fürst Wilhelm I. von Oranien 1544–1584 Statthalter 1572–1584                      |                                  |            |
| 1                                                                                 | Freikorps 1568                   | 1568       |
| Statthalter Moritz von Oranien 1584–1625                                          |                                  |            |
| 2                                                                                 | Freikorps 1598                   | 1598–k. A. |
| Statthalter Friedrich Heinrich von Oranien 1625–1647                              |                                  |            |
| Statthalter Wilhelm II. von Oranien 1647–1650                                     |                                  |            |
| Statthalter Wilhelm III. von Oranien 1672–1702                                    |                                  |            |
| 3                                                                                 | Leibgarde «Guardes Switzers»     | 1672–k. A. |
| 4                                                                                 | Regiment Wattenwyl               | 1676–1686  |
| König Wilhelm III. von Oranien 1689–1702 König von England, Schottland und Irland |                                  |            |
| Königin Maria II. 1689–1694 Königin von England, Schottland und Irland.           |                                  |            |
| 5                                                                                 | Freikompanie Zürich1 (Edlibach)  | 1692       |
| 6                                                                                 | Freikompanie Zürich2 (Holzhab)   | 1692       |
| 7                                                                                 | Freikompanie Zürich3             | 1692       |
| 8                                                                                 | Freikompanie Basel (Sequin)      | 1692       |
| 9                                                                                 | Freikompanie Glarus (Paravicini) | 1692       |
| 10                                                                                | Freikompanie Bern1 (Erlach)      | 1692       |
| 11                                                                                | Freikompanie Bern2 (Morlot)      | 1692       |

| Generalstaaten 1693–1796                      |                                                    |            |
| #ned                                          | Bezeichnung                                        | Jahr       |
| 12                                            | Defensivbataillon Lochmann                         | 1693       |
| 13                                            | Regiment Capol                                     | 1693–1797  |
| 14                                            | Regiment Mülinen                                   | 1693–1717  |
| 15                                            | Regiment Lochmann                                  | 1693–1714  |
| 16                                            | Regiment Tscharner ab 1772 Regiment Zwitzers Nr. 3 | 1694–1796  |
| 17                                            | Regiment Muralt ab 1772 Regiment Zwitzers Nr. 5    | 1697–1796  |
| 18                                            | Regiment Sacconay                                  | 1694–1714  |
| 19                                            | Regiment Albemarle ab 1772 Regiment Zwitzers Nr. 1 | 1701–1796  |
| 20                                            | Regiment Diesbach                                  | 1711–1714  |
| 21                                            | Freikompanie Lullin                                | 1746–1748  |
| Statthalter Wilhelm IV. von Oranien 1747–1751 |                                                    |            |
| 22                                            | Regiment Budé                                      | 1748–1749  |
| 23                                            | Regiment Graffenried                               | 1748–1749  |
| 24                                            | Regiment Chambrier                                 | 1748–1751. |
| 25                                            | Regiment Stürler ab 1772 Regiment Zwitzers Nr. 2   | 1748–1796  |
| 26                                            | Schweizer Garderegiment                            | 1749–1796  |

| Niederländische Ostindien-Kompanie 1602–1798           |                         |           |
| #ned                                                   | Bezeichnung             | Jahr      |
| Statthalter Wilhelm V. von Oranien 1751–1795           |                         |           |
| 27                                                     | Kolonialregiment Meuron | 1781–1796 |
|                                                        |                         |           |
| Königreich der Vereinigten Niederlande 1815–1831(1839) |                         |           |
| König Wilhelm I. der Niederlande 1815–1840             |                         |           |
| 28                                                     | Regiment Ziegler        | 1814–1829 |
| 29                                                     | Regiment Kirchberger    | 1814–1829 |
| 30                                                     | Regiment Sprecher       | 1814–1829 |
| 31                                                     | Regiment Auf der Maur   | 1814–1829 |

| - Statthalter Haus Oranien - Wilhelm I. - Moritz - Friedrich Heinrich - Wilhelm II. - Wilhelm III. - Wilhelm IV. - Wilhelm V. |                                   |                                                |
| - König Haus Oranien - Wilhelm III.                                                                                           | - Königin Haus Stuart - Maria II. | - König Haus Nassau-Oranien-Fulda - Wilhelm I. |

## Die «Niedere Lande», durch Heirat gewonnen, durch Intoleranz verloren

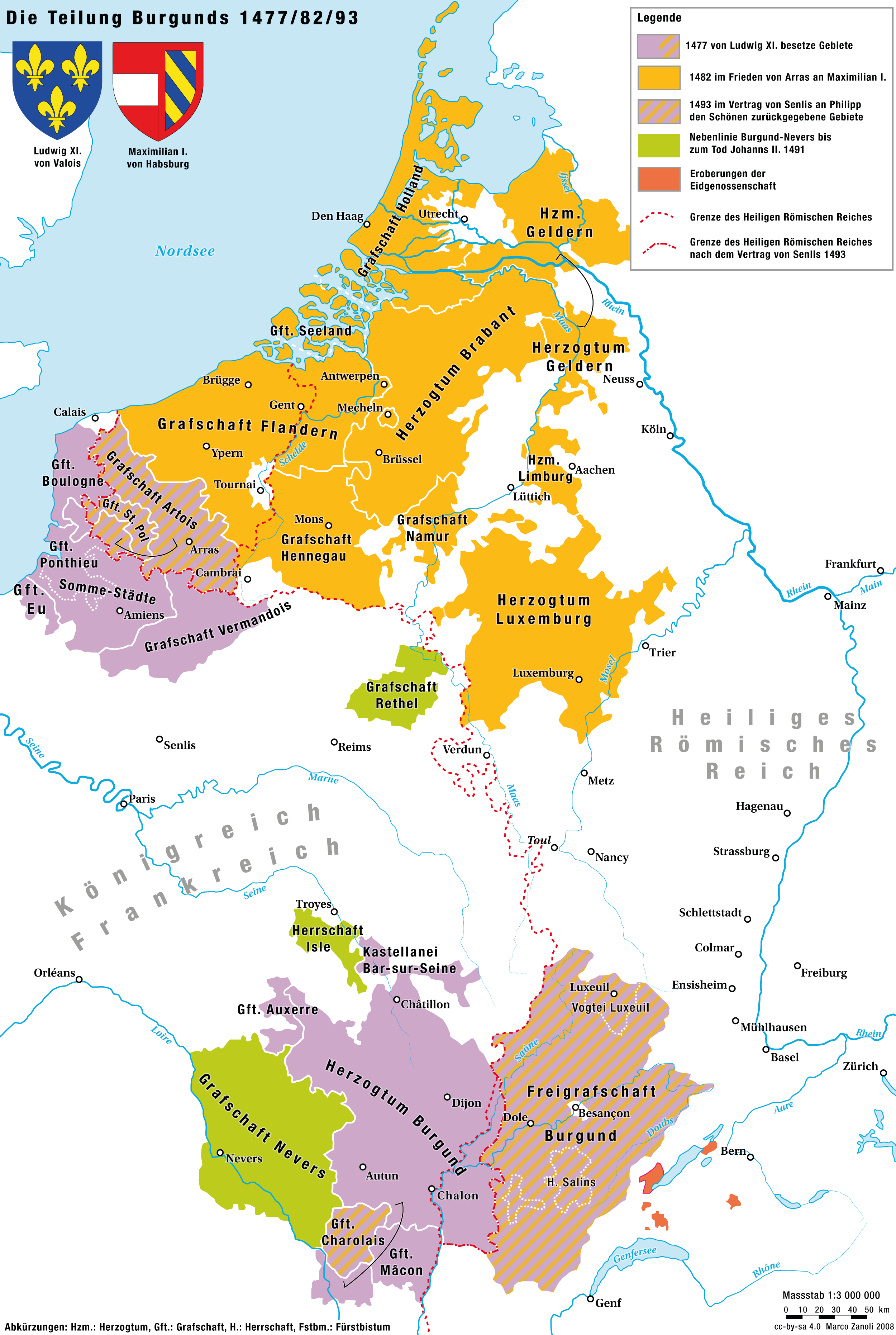
Die Aufteilung des Herzogtums Burgund im Vertrag von Senlis 1493

Das Haus Burgund, eine Seitenlinie der französischen Könige aus dem Haus Valois, hatte bis ins Spätmittelalter beidseits der französisch-deutschen Grenze aus zahlreichen Territorien ein Herrschaftsgebiet geschaffen. Dessen wirtschaftliche Blüte machte sie zeitweise zu den mächtigsten Fürsten Europas.
Für den westlichen Teil waren die Herzöge von Burgund dem französischen König und für das östliche Gebiet dem römisch-deutschen Kaiser lehenspflichtig.
Der Ehrgeiz von Herzog Karl dem Kühnen, daraus ein eigenständiges Königreich zu schaffen, mündete in die Burgunderkriege und führte 1477 zu seinem Tod in der Schlacht bei Nancy. Das Erbe Karls, der ohne männliche Nachkommen gestorben war, fiel an Maria seine Tochter, die damit zur begehrtesten Heiratspartie Europas wurde.
Das Rennen machte Maximilian I., ein Habsburger. Seine Heirat 1477 mit Maria in Gent machte ihn iure uxoris zum Herzog von Burgund und das Herzogtum zum Teil des habsburgischen Hausbesitzes.
Es war der Beginn des Aufstiegs Habsburgs zur Weltmacht, löste aber auch den Burgundischen Erbfolgekrieg aus. Er endete 1493 mit dem Vertrag von Senlis, der den nördlichen Teil des Herzogtums Burgund Habsburg zusprach. Kaiser Karl V. vereinigte während seiner Herrschaft 1500–1558 diese «Niedere Lande» mit Belgien und Luxemburg.
Sein streng katholischer Sohn, Philipp II., stiess 1568 durch seine religiöse Intoleranz und absolutistische Haltung auf den Widerstand der calvinistischen nördlichen Provinzen, die sich im Achtzigjährigen Krieg 1579 als Republik der Sieben Vereinigten Provinzen (auch Generalstaaten genannt) von Habsburg lösten.

## Die Generalstaaten  behaupten sich

Die sieben nördlichen Provinzen (Generalstaaten)

Die ersten Aufwallungen des niederländischen Aufstandes konnten die spanisch-habsburgischen Statthalter in den Niederlanden noch blutig niederschlagen.
Aber dann, ausgehend von der grössten und mächtigsten Provinz Holland, gelang es den niederländischen Statthaltern aus dem Haus Oranien, nacheinander Wilhelm I., Moritz, Friedrich Heinrich und Wilhelm II., die Loslösung von spanisch Habsburg zu erkämpfen.
Die Selbständigkeit der Generalstaaten, die gleichzeitig aus dem römisch-deutschen Reich ausschieden, musste von Philipp II. 1648 im Frieden von Münster im Rahmen des Westfälischen Friedenskongresses anerkannt werden.
Für den Erfolg wichtig waren auch die 1602 gegründete Niederländische Ostindien-Kompanie (VOC) und die 1621 entstandene Niederländische Westindien-Kompanie (WIC).
(Die VOC war die niederländische Antwort auf die Britische Ostindien-Kompanie (BEIC). Sie war 1600 durch einen Freibrief von Königin Elisabeth I. entstanden und mit weitest gehenden Rechten, Privilegien, Monopolen sowie einer eigenen Armee ausgestattet, mit dem Zweck – vereinfacht gesagt – die Kolonien in Asien hemmungslos ausbeuten zu können.)
Die Kontrolle des Gewürzhandels von Hinterindien nach Europa durch die VOC und die Überfälle auf die spanischen Silbertransporte sowie der Sklavenhandel der WIC spülten beträchtliche Mittel in die Kassen der Generalstaaten.
Aus der Eidgenossenschaft waren nur nicht offizielle Truppen beteiligt.
| Bezeichnung, Einsatzdauer         | (1ned) Freikorps 1568 nicht regulär 1568 | (1ned) Freikorps 1568 nicht regulär 1568 |
| Jahr, Vertragspartner             | 1568, Privatkapitulation von Schweizer Hauptleuten mit Wilhelm I.                                                                                               |                                          |
| Bestand, Formation                | Zwei Schweizer Truppen. |                                          |
| Herkunft Kader, Truppe            | k. A. |                                          |
| Besitzer, Kommandant, Namensgeber | Genannt werden die zwei Hauptleute Claes Hatstaet und Veyt Schoner, beide vermutlich aus Basel.                                                                 |                                          |
| Einsatz, Ereignisse               | Einsatz mit Fürst Wilhelm I. von Oranien, in der Anfangsphase des Achtzigjährigen Krieges gegen die spanischen Truppen, zusammen mit zwei weiteren Regimentern. |                                          |

| Bezeichnung, Einsatzdauer         | (2ned) Freikorps 1598 nicht regulär 1598–k. A. | (2ned) Freikorps 1598 nicht regulär 1598–k. A. |
| Jahr, Vertragspartner             | 1598, Beschluss der Generalstaaten. Privatkapitulation des Zürchers Hans Krieg? |                                                |
| Bestand, Formation                | Freikorps, bestehend aus 4 Kompanien von 150 Mann, 1600 zusätzlich eine 5. Kompanie mit 250 Mann. |                                                |
| Herkunft Kader, Truppe            | Aus in Frankreich abgedankten Schweizer Truppen. |                                                |
| Besitzer, Kommandant, Namensgeber | Hans Krieg von Bellikon befehligte die anfänglich 4 Kompanien mit den Hauptleuten Guillaume du Puy, Hans Krieg selber, Hans Meyer von Zürich, Hans von Saxen (Sax, Sachs) aus Unterwalden und später noch Johann Bernhard Sandino aus Zürich. |                                                |
| Einsatz, Ereignisse               | Die Truppe wurde in Dordrecht gesammelt und kam in der für die Generalstaaten siegreichen Schlacht von Nieuwpoort von 1600 in der zweiten Schlachtreihe zum Einsatz.                                                                          |                                                |

Bereits 1605 suchte der Beauftragte der Generalstaaten, Pieter van Brederode, bei den reformierten Kantonen Bern, Zürich, Basel und Schaffhausen um finanzielle und militärische Hilfe nach. Sie wurde ihm verweigert, jedoch wenigsten zugestanden, den spanischen und italienischen Truppen aus Mailand die Passage durch die Schweiz nach Norden zu verwehren.
Die Kontakte wurden jedoch aufrechterhalten. So gelang es 1653 Bürgermeister Stokar von Schaffhausen – pendelnd zwischen Den Haag und London – mit Erfolg einen Frieden zwischen den Generalstaaten und Oliver Cromwell zu vermitteln.

Doch 1666, und zwei Jahre später noch einmal, lehnten die reformierten Kantone ein Gesuch zur Aushebung von zwei Schweizer Regimentern für niederländische Dienste mit dem Hinweis auf den französischen Vertrag wiederum ab. Der französische Gesandte in der Schweiz konnte Pensionen austeilen, sein niederländischer Gegenspieler nur mit Argumenten aufwarten! Schon fast verzweifelt berichtete er die Aussage eines katholischen eidgenössischen Abgeordneten nach Hause:

„dat hy ook voor den Duyvel werven wilde, als die hem maar gelt gaf
(deutsch: er wolle auch für den Teufel werben, wenn der ihm mehr Geld gäbe).“

## Die reformierten Kantone sind verunsichert
Doch 1672, als der französische König Ludwig XIV. mit einem gewaltigen Heer die Niederlande angriff, begann die Stimmung in den reformierten Kantonen zu kippen. Ludwigs aggressive Politik hatte sich auch der Eidgenossenschaft genähert: er hatte sich ohne Rücksicht auf die eidgenössischen Demarchen die neutrale Freigrafschaft Burgund einverleibt, das mit den Schweizern von alters befreundete Strassburg widerrechtlich besetzen lassen, den Baslern die Festung Hüningen vor die Tore der Stadt gesetzt und Genf von Savoyen aus bedroht. Die Eidgenossen wurden langsam misstrauisch.
Wilhelm III. konnte die Franzosen an der Wasserlinie stoppen. Er hatte grosse Teile des Landes unter Wasser setzen lassen. Er legte sich eine Schweizer Leibgarde zu und schickte noch 1672 seinen Generalbevollmächtigten, Abraham de Malapert, vor die Tagsatzung aller Eidgenossen und deponierte dort einen Protest gegen den Einsatz von Schweizer Truppen im französischen Angriffsheer.
Bern untersagte daraufhin seinem Regiment Erlach und weiteren aus seinem Gebiet ausgehobene Kompanien, sich weiter am Angriff auf die Niederlande zu beteiligen.
| Bezeichnung, Einsatzdauer         | (3ned) Leibgarde «Guardes Zwitzers» 1672–k. A. | (3ned) Leibgarde «Guardes Zwitzers» 1672–k. A. |
| Jahr, Vertragspartner             | 1672, teilweise Anstellung als Domestiken. Unterstützung durch den mit den Statthaltern aus dem Haus Oranien weitläufig verwandten, ins Bürgerrecht der Stadt Bern aufgenommenen Burggrafen Friedrich von Dohna. |                                                |
| Bestand, Formation                | Eine Kompanie von bis zu 100 Hellebardieren. |                                                |
| Herkunft Kader, Truppe            | Mehrheitlich aus Bern. |                                                |
| Besitzer, Kommandant, Namensgeber | 1672, Burggraf Friedrich von Dohna. |                                                |
| Einsatz, Ereignisse               | 1752 scheint die Leibgarde «Cent Suisse» (deutsch: Hundertschweizer) immer noch existiert zu haben. |                                                |

1673 schritt Wilhelm III. zur Gegenoffensive. Bern duldete in diesem Krieg zum ersten Mal die Aushebung eines Regiments für die Generalstaaten in seinem Gebiet. Diese Auseinandersetzung zwischen Frankreich und den Niederlanden wurde 1678 im Frieden von Nijmegen beendet.
| Bezeichnung, Einsatzdauer         | (4ned) Regiment Wattenwyl 1776–1786 | (4ned) Regiment Wattenwyl 1776–1786 |
| Jahr, Vertragspartner             | 1676, Privatkapitulation von David von Wattenwyl mit den Generalstaaten für die Dauer von 10 Jahren, von Bern und Zürich geduldet. |                                     |
| Bestand, Formation                | 1 Regiment von 2'400 Mann in 3 Bataillonen zu 4 Kompanien mit 200 Mann. |                                     |
| Herkunft Kader, Truppe            | Aus Bern und Zürich. |                                     |
| Besitzer, Kommandant, Namensgeber | Oberst David von Wattenwyl. |                                     |
| Einsatz, Ereignisse               | Das Regiment zeichnete sich 1678 in der Schlacht von St. Denis, der blutigsten des ganzen Krieges, unter grossen Verlusten aus. Die Schlacht endete unentschieden, aber öffnete die Einsicht zum Friedensschluss. Das Regiment wurde 1686 vertragsgemäss entlassen. In der Folge hatte die Oranische Heeresreform, eine Massnahme der Generalstaaten nach anfänglichen Niederlagen gegen die spanischen Tercios, grossen Einfluss auf das Berner Militärwesen. Die Niederländer hatten Ende des 16. Jahrhunderts bereits etwa die Hälfte ihrer Truppen mit Schusswaffen ausgerüstet und führten schon früh die Linieninfanterie und als Lineartaktik das Pelotonfeuer ein. Sie gehörten auch zu den Ersten, die die Luntenschlösser durch Steinschlösser ersetzten (zuerst bei den Grenadieren, die danach nur noch die Lunte für die Granaten mitzutragen brauchten). |                                     |

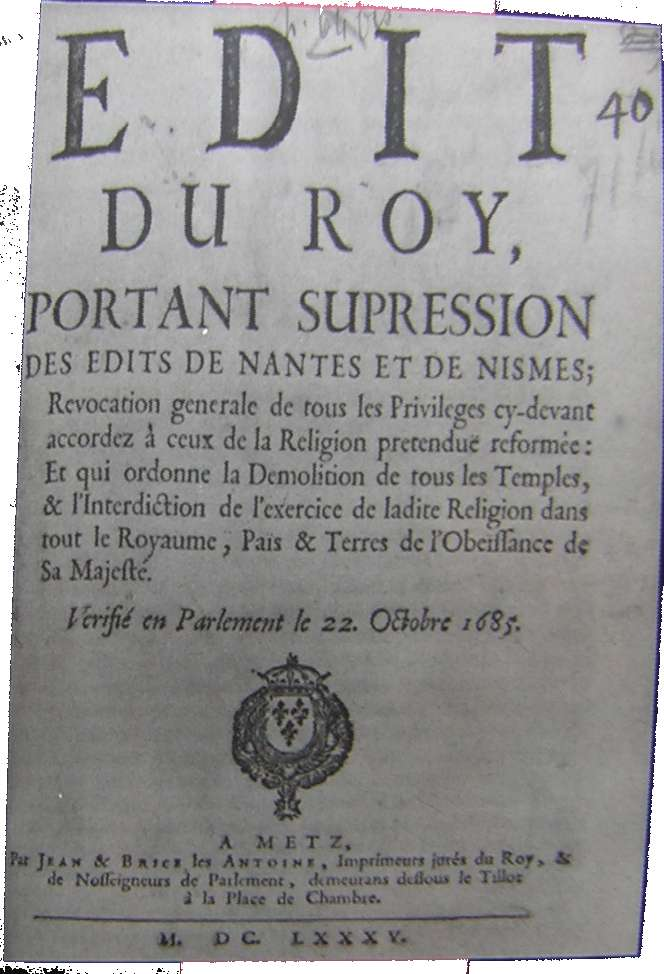
Aufhebung des Edikt von Nantes 1685

Die Missstimmung zwischen Ludwig XIV. und den reformierten Kantonen wuchs inzwischen weiter an. 1685 hatte der König das Edikt von Nantes aufgehoben, was eine Massenflucht der Hugenotten, auch in die Schweiz, auslöste. Eine beträchtliche Anzahl Schweizer Offiziere verliessen deswegen mit ihren Einheiten den französischen Dienst.
Mehrmals hatte er auch die Kantone bei der Beförderung in hohe Kommandostellen der Schweizer Truppen vor den Kopf gestossen und sie entgegen der Kapitulationen eingesetzt, beispielsweise offensiv gegen die Niederlande. Als der König 1687 in Paris die Delegation der Kantone, welche die Angelegenheit mit Genf regeln wollte, ziemlich unwirsch behandelte, schien das Mass voll.
Die diplomatischen Beziehungen mit Wilhelm III. wurden in der Folge immer enger geknüpft. Dieser hatte inzwischen in England Karriere gemacht.
Dort hatte sich die Dynastie der Stuarts einen jahrzehntelangen Machtkampf mit dem englischen Parlament geliefert, der nach der sogenannten Glorious Revolution (deutsch: Glorreiche Revolution) 1689 mit der Bill of Rights (deutsch: Gesetzesvorlage der Rechte) und der Vertreibung des letzten männlichen Stuart auf dem Thron, Jakob II., endete.
(Die Bill of Rights ist die Grundlage für das heutige parlamentarische Regierungssystem im Vereinigten Königreich. Die britische Königin ist dadurch nicht mehr allein, sondern nur gemeinsam mit dem Parlament Trägerin der Staatssouveränität.)
Zwölf Jahre vorher hatte dessen Tochter, Maria II., ihren Cousin Wilhelm III. von Oranien, den Statthalter, Generalkapitän und Admiral der Vereinigten Niederlande, geheiratet, den prominentesten damaligen Führer der reformierten Konfession. Er war der starke Mann, den hochstehende Persönlichkeiten des Parlaments zu Hilfe riefen und der sich militärisch mit einer Invasion Englands durchsetzte. Wilhelm und Maria anerkannten die Bill of Rights, dies im Gegensatz zu Jakob, der nach Frankreich zu Ludwig XIV. flüchten musste.
An seiner Stelle wurde das Paar 1689 in der Westminster Abbey als gleichberechtigte Monarchen der Königreiche England, Schottland und Irland gekrönt.
Ein Jahr vorher hatte Ludwig XIV. den Pfälzischen Erbfolgekrieg vom Zaun gerissen. Sein Versuch, die Stuarts auf der britischen Insel wieder zu installieren, misslang. Wilhelm brachte die Aufstände in Schottland und Irland unter Kontrolle und wandte sich erneut an die reformierten Eidgenossen.
Sein Abgesandter Cox erreichte 1690 mit den Kantonen Bern, Zürich, Glarus, Appenzellreformiert und der Stadt St. Gallen ein Offensiv- und Defensivbündnis mit 24 Artikeln, das die Werbung von 2 Regimentern für England vorsah. Deren Aushebung kam zwar nicht zustande, aber in diesem Bündnis wurden die Generalstaaten ausdrücklich eingeschlossen.

## Die Generalstaaten gewinnen die Hilfe der reformierten Kantone
Der Delegierte der Generalstaaten in der Schweiz, Pieter Valckenier, war ein geschickter Diplomat. Er konnte vor allem die reformierten Pfarrer für seine Sache gewinnen. Er erreichte 1693 in Zürich, das bereits seine Truppen aus Frankreich zurückgerufen hatte, in Bern und in Graubünden die Bewilligung, Werbungen für die Generalstaaten durchzuführen.
Doch schon ein Jahr vorher waren 3 Freikompanien aus Zürich, je 1 aus Basel und Glarus, sowie 2 aus Bern in die Niederlande gezogen.
Dieser Krieg wurde neben den Niederlanden vor allem in Deutschland ausgetragen, weitete sich aber nach Italien, Spanien, in die Kolonien und in einen Kaperkrieg auf hoher See aus. Er konnte mit dem Frieden von Rijswijk 1697 beendet werden.
| Bezeichnung, Einsatzdauer         | (5ned)Freikompanie Zürich1 (Edlibach) 1692 (6ned)Freikompanie Zürich2 (Holzhalb) 1692 (7ned)Freikompanie Zürich3 1692 (8ned)Freikompanie Basel (Sequin) 1692 (9ned)Freikompanie Glarus (Paravicini) 1692 (10ned)Freikompanie Bern1 (Erlach) 1692 (11ned)Freikompanie Bern2 (Morlot) 1692 | (5ned)Freikompanie Zürich1 (Edlibach) 1692 (6ned)Freikompanie Zürich2 (Holzhalb) 1692 (7ned)Freikompanie Zürich3 1692 (8ned)Freikompanie Basel (Sequin) 1692 (9ned)Freikompanie Glarus (Paravicini) 1692 (10ned)Freikompanie Bern1 (Erlach) 1692 (11ned)Freikompanie Bern2 (Morlot) 1692 |
| Jahr, Vertragspartner             | 1692, Privatkapitulationen der Hauptleute mit KönigEngland-StatthalterGeneralstaaten Wilhelm III., ohne Bewilligung der eidgenössischen Behörden. | |
| Bestand, Formation                | Je eine Kompanie. | |
| Herkunft Kader, Truppe            | Aus Zürich, Basel, Glarus und Bern. | |
| Besitzer, Kommandant, Namensgeber | Von den 3 Freikompanien aus Zürich sind 2 Hauptleute bekannt: Edlibach und Holzhab, sonst noch Jacques Sequin (Seguist, Ziguin) aus Basel, Paravicini aus Glarus, Hans Rudolf von Erlach und Samuel Morlot (Morloth), beide aus Bern. | |
| Einsatz, Ereignisse               | Diese Freikompanien waren ohne Zustimmung ihrer Kantonsregierungen aufgestellt worden. Sie wurden heimlich über Deutschland in die Republik der Vereinigten Provinzen verschoben. Die Freikompanien Edlibach, Holzhab und Paravicini schlossen sich später dem Regiment Lochmann an, die Freikompanien Erlach und Morlot wurden von 300 Mann auf 200 Mann reduziert und gingen im Regiment Mülinen auf, Sequins 300 Mann wurden 1697 entlassen. | |

| Bezeichnung, Einsatzdauer         | (12ned)Defensivbataillon Lochmann 1693 | (12ned)Defensivbataillon Lochmann 1693 |
| Jahr, Vertragspartner             | 1693, Kapitulation von Zürich mit dem Gesandten der Generalstaaten Pieter Valckenier. |                                        |
| Bestand, Formation                | 1 Bataillon von 4 Kompanien zu 200 Mann, jede mit einem Hauptmann und zusätzlich 4 Offizieren. Der Rat von Zürich erliess eine spezielle Instruktion an die Hauptleute, einen christlichen Lebenswandel zu führen, ordentlich für ihre Soldaten zu sorgen und ihnen keine «ohnchristlichen schmählichen Betittelungen» zu geben. |                                        |
| Herkunft Kader, Truppe            | Aus Zürich. |                                        |
| Besitzer, Kommandant, Namensgeber | Oberstleutnant Heinrich Lochmann mit Major Hans Felix Werdmüller. |                                        |
| Einsatz, Ereignisse               | Das Bataillon sollte nur der Verteidigung sowie dem Schutz und Schirm der niederländischen Provinzen diesseits des Meeres dienen, und nicht auf dem Meer verwendet werden. |                                        |

| Bezeichnung, Einsatzdauer         | (13ned)Regiment Capol 1 1693–1797 ab 1772 Regiment Zwitzers Nr. 4 | (13ned)Regiment Capol 1 1693–1797 ab 1772 Regiment Zwitzers Nr. 4 |
| Jahr, Vertragspartner             | 1693, die Offiziere Oberst Hercules von Capol, Oberstleutnant Rudolf Anton Saluz, Oberstwachtmeister Conradin Beeli von Belfort und Bundeslandammann Johann Anton Buol aus den drei Bünden unterzeichneten eine Kapitulation mit dem Gesandten der Generalstaaten Pieter Valckenier für die Werbung eines Regiments zu Fuss für England und die Niederlande, die u. a. folgende Bestimmungen enthielt: „Das Regiment soll in 1600 Mann bestehen, darauß 2 Bataillons in 4 Compagnien, jede Compagnie in 200 Mann effective, die Officierer auch gerechnet, sollen formiert werden. Dafür zahlen «Ihre Hochmögenden» (die Generalstaaten) monatlich 1800 französische Franken. Jede Compagnie soll haben: 1 Hauptmann, 1 Capitän-Lieutenant, 1 Unter-Lieutenant, 1 Fendrich, 6 Cadetten, 4 Wachtmeister, 4 Unterofficiers, als Furier, Vorfendrich, Capitan d'Armes und Provos, 1 Musterschreiber, 1 Chirurgum, 4 Trabanten, 6 Corporalen, 6 Gefreyte, 4 Trommelschläger, 159 gemeine Knecht, darunter 1 Pfeifer, macht zusammen 200 Mann. Die Hauptleute sollen die Waffen und Kleider den Soldaten geben. In der Justiz soll das Regiment gehalten werden wie die Pündner an allen andern Orten. Im Feld ist jeder Compagnie ein Markadenter erlaubt.“ Eine obrigkeitliche Bewilligung der niederländisch-englischen Truppenwerbung scheint — wohl aus Rücksicht auf das verbündete Frankreich — nicht ausdrücklich erfolgt, diese aber geduldet worden zu sein. Hingegen zog Graubünden im folgenden Jahr seine Truppen in französischen Diensten ab und erneuerte 1695 den Vertrag mit Frankreich nicht mehr. |                                                                   |
| Bestand, Formation                | 1 Regiment mit 1'600 Mann mit 2 Bataillonen von 4 Kompanien à 200 Mann (1696) und 2'400 Mann (1748). Nach der Reduktion 1715 auf 600 Mann, wurden die Bestände des Regiments 1741 wieder auf 1'800 Mann in 3 Bataillonen mit 4 Kompanien erhöht: durch sechs in Graubünden neu ausgehobene Kompanien. |                                                                   |
| Herkunft Kader, Truppe            | Etwa zur Hälfte aus Graubünden, der Rest aus Bern, Zürich, Glarus, Appenzell Ausserrhoden und aus anderen nur teilweise reformierten Orten wie: Neuenburg, St. Gallen, Freiburg und Luzern. |                                                                   |
| Besitzer, Kommandant, Namensgeber | 1693, Hercules von Capol aus Flims; 1706, Christoffel Schmid von Grüneck aus Ilanz; 1730, Daniel Reydt; 1735, Rudolf Anton von Salis; 1745, Johann Baptista von Planta aus Zuoz; 1759, Heinrich Sprecher von Bernegg; 1763, Johann Christoph Friedrich Schmidt. |                                                                   |
| Einsatz, Ereignisse               | Nach einem Einsatz 1693/94 in Mailand im Dienste des mit England verbündeten Spanien, verschob sich das Regiment 1695 (mit einer mit Valckenier erneuerten Kapitulation) endgültig in die Niederlande. Im Spanischen Erbfolgekrieg war das Regiment an folgenden Kämpfen beteiligt: Kaiserswerth (1702), Lüttich (1702), Bonn (1703), Huy (1703), Ramillies (1706), Menin (1706), wo Oberst Capol den Tod fand, Oudenaarde (1708), Gent (1708), Malplaquet (1709) und Douay (1710). Trotz der Kapitulationsbedingung, nie auf See oder in Übersee eingesetzt zu werden, wurde ein Bataillon des Regiments 1715 mit dem Expeditionskorps von Jacques François de Goumoens zur Niederschlagung der Jakobiner nach England und Schottland eingeschifft. Nach den anschliessenden Jahrzehnten mit eintönigem Garnisonsdienst, war das Regiment SchmidtCapol 1793 beim Angriff der französischen Revolutionstruppen nicht in der Lage (oder Willens?) wirksam zu kämpfen und gehörte in der Schlacht bei Tourcoing, wo Schmidt verwundet wurde, und ein Jahr später in Fleurus zu den Verlierern. Es ging zusammen mit der niederländischen Armee unter und wurde 1797 aufgelöst. |                                                                   |

| Bezeichnung, Einsatzdauer         | (14ned)Regiment Mülinen 1693–1717 Erstes Regiment von Bern | (14ned)Regiment Mülinen 1693–1717 Erstes Regiment von Bern |
| Jahr, Vertragspartner             | 1693, Privatkapitulation von Albrecht von Mülinen mit dem Gesandten der Generalstaaten Pieter Valckenier für die Werbung von 2 Regimentern zu Fuss für England und die Niederlande, von denen ein erstes Regiment angeworben wurde. Vorerst von Bern geduldet und erst 1700 offiziell bewilligt. |                                                            |
| Bestand, Formation                | 1 Regiment von 2'000 Mann in 2 Bataillonen mit 5 Kompanien à 200 Mann. |                                                            |
| Herkunft Kader, Truppe            | 3 Kompanien aus Neuenburg, 2 aus Bern (einschliesslich Waadt und Aargau), und je 1 aus Waadt, Schaffhausen und Appenzell Ausserrhoden. |                                                            |
| Besitzer, Kommandant, Namensgeber | 1693, Albrecht von Mülinen; 1697, Niklaus Tscharner; 1707, Gabriel May von Hünigen; 1716, Jacques François de Goumoëns aus Orbe. Die Offiziere hatten, wie ihre Bündner Kameraden, den französischen Dienst für die Niederlande quittiert. |                                                            |
| Einsatz, Ereignisse               | 1693–1694 lag das Regiment in Breda. Im Spanischen Erbfolgekrieg war das Regiment an folgenden Kämpfen beteiligt: Lüttich (1702), Bonn (1703), Huy (1703), Schellenberg (1704), Höchstädt (1704), Trarbach (1704), Ramillies (1706), Oudenaarde (1708), Gent (1708), Malplaquet (1709), Douay (1710), Bouchain (1711) und Le Quesnoy (1712), wo das Regiment in französische Gefangenschaft geriet. In der verlustreichen Schlacht von Malplaquet 1709 stiess das Regiment unter Gabriel May von Hünigen mit demjenigen unter französischer Fahne kämpfenden von Hans Rudolf May von Rued zusammen. 1717 wurde Teile des Regiments Goumoëns dem Zweiten Regiment von Bern (Stürler) angeschlossen. Fünf Kompanien marschierten mit den Hauptleuten Tschiffeli, Berzer, S. und Fr. von Graffenried und Lauterburger aus Maastricht über Basel nach Bern zurück. |                                                            |

| Bezeichnung, Einsatzdauer         | (15ned)Regiment Lochmann 1693–1714 Regiment von Zürich | (15ned)Regiment Lochmann 1693–1714 Regiment von Zürich |
| Jahr, Vertragspartner             | 1693, Kapitulation von Zürich mit dem Gesandten der Generalstaaten Pieter Valckenier. |                                                        |
| Bestand, Formation                | Das defensive Garnisonsbataillon Lochmann für die Festungen in Brabant wurde mit einem Offensivbataillon ergänzt zu 1 Regiment von 1'600 Mann in 2 Bataillonen mit 4 Kompanien à 200 Mann. |                                                        |
| Herkunft Kader, Truppe            | Die Mannschaft stammte aus dem Kanton Zürich und der Ostschweiz. Die ersten vier Kompaniekommandanten waren Hans Heinrich Lochmann, Hans Felix Werdmüller, H.H. Schneeberger, F. Schlatter, alle vier erfahrene Zürcher Offiziere aus den um 1690 von Zürich aus Frankreich zurückgezogenen Truppen. |                                                        |
| Besitzer, Kommandant, Namensgeber | 1693, Heinrich Lochmann; 1702, Hans Caspar Hirzel sein Schwiegersohn; 1708, Johann Friedrich Graf zu Dohna de Ferrassières; 1712, Abraham Tscharner. Als Oberst Lochmann 1702 starb, bewarben sich zwei Kandidaten als Nachfolger: Oberstleutnant Salomon Hirzel aus dem Regiment Sacconay und Hauptmann Schlatter aus dem Regiment Lochmann, letzterer wegen eines Raufhandels im Arrest. Er war allerdings ein frommer Mann mit Protektion und wurde von Zürichs Regierung gewählt. In den Niederlanden angekommen, liess ihn jedoch Hirzel sofort hinter Schloss und Riegel setzen. Er kam erst wieder frei, als er gegen eine Geldentschädigung seinen Abschied einreichte. |                                                        |
| Einsatz, Ereignisse               | Das Regiment war im Garnisonsdienst in Nimwegen, 's-Hertogenbosch, Maastricht, Breda, und Hellevoetsluis. 1695 war ein Bataillon des Regiments an der Belagerung von Namur beteiligt. 1698 wurden 2 Kompanien nach Friesland verlegt. 1714 wurde das Regiment aufgelöst und Kompanien auf die anderen Schweizer Regimenter und grosse Teile auf das Regiment Albemarle verteilt. |                                                        |

| Bezeichnung, Einsatzdauer         | (16ned)Regiment Tscharner 1694–1796 Zweites Regiment von Bern ab 1772 Regiment Zwitzers Nr. 3 | (16ned)Regiment Tscharner 1694–1796 Zweites Regiment von Bern ab 1772 Regiment Zwitzers Nr. 3 |
| Jahr, Vertragspartner             | 1694, Privatkapitulation von Niklaus Tscharner mit dem Gesandten der Generalstaaten Pieter Valckenier. Vorerst von Bern geduldet und erst 1700 offiziell bewilligt. |                                                                                               |
| Bestand, Formation                | 1 Regiment von 2'000 Mann in 2 Bataillonen mit 5 Kompanien à 200 Mann. Nach der Reduktion 1715 auf 2 Bataillone mit 1'000 Mann, wurden die Bestände des Regiments 1741 durch vier in Bern neu ausgehobene Kompanien wieder auf 1'800 Mann in 3 Bataillonen mit 4 Kompanien erhöht. |                                                                                               |
| Herkunft Kader, Truppe            | Aus den Kantonen Bern (2'800–3'000 Mann im Verlaufe der Zeit aus dem Unteraargau), Neuenburg, Schaffhausen und Appenzell Ausserrhoden sowie einigen Freikompanien (Erlach, Morlot). Mit Jean-Louis Charles de Montmollin gelangten 1697 60 Mann aus Stein a/R zum Regiment. 1714, 1717 und 1749 nahm es Teile der aufgelösten Regimenter auf. |                                                                                               |
| Besitzer, Kommandant, Namensgeber | 1694, Niklaus Tscharner aus Bern; 1697, Jean-Louis Charles de Montmollin; 1702, Vinzenz Stürler aus Bern; 1722, Jacques François de Goumoëns aus Orbe; 1729, Georges de Goumoëns aus Goumoens-la-Ville; 1737, Johann Rudolf Stürler aus Bern; 1755, Beat Ludwig Stürler; 1773, Beat Ludwig von Wattenwyl; 1775, Charles Stürler; 1777, Gabriel Stürler; 1788, Nicolas Théodor de Goumoëns aus Orbe. |                                                                                               |
| Einsatz, Ereignisse               | Im Spanischen Erbfolgekrieg war das Regiment StürlerTscharner an folgenden Kämpfen beteiligt: Kaiserswerth (1702), Huy (1702), Lüttich (1702), Bonn (1703), Schellenberg (1704), Höchstädt (1704), Trarbach (1704), Ramillies (1706), Oudenaarde (1708), Tournai (1708), Malplaquet (1709), Douay (1710), Béthune (1710), Saint-Venant (1710), Aire-sur-la-Lys (1710), Bouchain (1711) und Bouchain (1712), wo das Regiment in französische Gefangenschaft geriet. Trotz anderslautender Kapitulation, wurde Jacques François de Goumoens, mit seinem ausdrücklichen Einverständnis, 1715 und 1719 mit einem Expeditionskorps zur Niederschlagung der Jakobiner nach England und Schottland übergesetzt: das erste Mal mit je zwei Bataillonen aus den Regimentern StürlerTscharner und Albemarle, sowie je einem von SchmidtCapol und ChambrierMuralt, beim zweiten Mal mit dem Regiment GoumoënsTscharner. Nach den anschliessenden Jahrzehnten mit eintönigem Garnisonsdienst, war das Regiment GoumoënsTscharner 1793 beim Angriff der französischen Revolutionstruppen nicht in der Lage (oder Willens?) wirksam zu kämpfen und gehörte in der Schlacht bei Tourcoing, wo Goumoëns verwundet wurde, und ein Jahr später in Fleurus zu den Verlierern. Es ging zusammen mit der niederländischen Armee unter und wurde 1796 aufgelöst. |                                                                                               |

| Bezeichnung, Einsatzdauer         | (17ned)Regiment Muralt 1697–1796 Drittes Regiment von Bern ab 1772 Regiment Zwitzers Nr. 5 | (17ned)Regiment Muralt 1697–1796 Drittes Regiment von Bern ab 1772 Regiment Zwitzers Nr. 5 |
| Jahr, Vertragspartner             | 1697, Privatkapitulation von Wilhelm von Muralt mit dem Gesandten der Generalstaaten, Pieter Valckenier. Vorerst von Bern geduldet und erst 1700 offiziell bewilligt. |                                                                                            |
| Bestand, Formation                | 1 Regiment von 1'200 Mann in 2 Bataillonen mit 3 Kompanien à 200 Mann. Nach der Reduktion 1715 auf 600 Mann, wurden die Bestände des Regiments 1741 wieder auf 1'800 Mann in 3 Bataillonen mit 4 Kompanien erhöht: durch den Austausch der vier Basler und zwei Neuenburger mit sechs Berner Kompanien aus dem Regiment HirzelAlbemarle, sowie durch zwei Berner Kompanien vom Regiment StürlerTscharner und zwei in Bern neu ausgehobenen. |                                                                                            |
| Herkunft Kader, Truppe            | Aus den Kantonen Neuenburg, Schaffhausen, Zürich, Bern, und Waadt, sowie (besonders ab 1728) Graubünden. |                                                                                            |
| Besitzer, Kommandant, Namensgeber | 1697, Wilhelm von Muralt von Bern; 1698, Jean-Louis Charles de Montmollin von Neuenburg; 1702, Daniel de Chambrier von Neuenburg; 1728, Samuël Constant de Rebecque von Lausanne; 1756 Karl Anton Stürler von Bern; 1764, Gottlieb May; 1765 Friedrich May. |                                                                                            |
| Einsatz, Ereignisse               | Im Spanischen Erbfolgekrieg war das Regiment an folgenden Kämpfen beteiligt: Kaiserswerth (1702), Huy (1702), wo Oberst Montmollin den Tod fand, Lüttich (1702), Bonn (1703), Schellenberg (1704), Höchstädt (1704), Trarbach (1704), Ramillies (1706), Menin (1706), Oudenaarde (1708), Tournai (1708), Malplaquet (1709), Béthune (1710), Saint-Venant (1710), Aire-sur-la-Lys (1710) und Bouchain (1711). Trotz der Kapitulationsbedingung, nie auf See oder in Übersee eingesetzt zu werden, wurde ein Bataillon des Regiments 1715 mit dem Expeditionskorps von Jacques François de Goumoens zur Niederschlagung der Jakobiner nach England und Schottland eingeschifft. Nach langen Jahrzehnten mit eintönigem Besatzungsdienst in wechselnden Garnisonen, war das Regiment MayMülinen 1793 beim Angriff der französischen Revolutionstruppen nicht in der Lage (oder Willens?) wirksam zu kämpfen und gehörte in der Schlacht bei Tourcoing, wo May verwundet wurde, und ein Jahr später in Fleurus zu den Verlierern. Es ging zusammen mit der niederländischen Armee unter und wurde 1796 aufgelöst. |                                                                                            |

Nach dem Friedensschluss von Rijswijck behielten die Generalstaaten alle fünf Schweizer Regimenter im Dienst, entliessen ein Bündnerbataillon, reduzierten die restlichen Kompanien um 50 Mann, übernahmen ein vorher in savoyischen Diensten gestandenes Regiment, bauten ihre Streitkräfte weiter aus und setzten einen Generaloberst dafür ein.

## Bern legalisiert seine vom Generaloberst «zerstückelten» niederländischen Regimenter
Die Stadt und Republik Bern bewilligte im Jahr 1700 offiziell seine in niederländischem Dienst stehenden Regimenter, und machte, obwohl die Niederländer nicht gerade pfleglich damit umgingen, gute Miene zum bösen Spiel.
Inzwischen war mit dem niederländischen Adligen, Milord Albemarle, ein Generaloberst der Schweizer und Bündner Truppen eingesetzt worden. Er schlug dem englischen König und den Generalstaaten die Beförderungen zum Oberst, Oberstleutnant, Major und Hauptmann vor, soweit dies nicht den Kantonen zustand, beurlaubte und entliess die Offiziere, nahm die Rapporte der Regimentskommandanten entgegen, führte Inspektionen durch etc. Im Krieg wurde ihm eine Schweizer Kompanie mit Fahne als Leibwache zugeteilt und permanent eine von zwölf Schweizer Hellebardieren.
Leider hatte er (und seine Nachfolger) auch die schlechte Angewohnheit, statt aus den Rekruten aus verschiedenen Kantonen einheitliche Truppenkörper zu bilden, die Regimenter zu zerstückeln, neu einzuteilen und neuen Kommandanten zu unterstellen, wie dem nachfolgenden Auszug zu entnehmen ist:
|                  | 1707 | 1709 | 1710 | 1711 | 1712 | 1713 | 1714 | 1715 |
| MayMülinen       | 3    | 4    | 6    | 7    | 9    | 7    | 12   | 12   |
| StürlerTscharner | 4    | 4    | 5    | 3    | 7    | 7    | 11   | 11   |
| MétrailSacconay  | 1    | 3    | 2    | 2    | 4    | 4    | 2    | -    |
| ChambrierMuralt  | 1    | 1    | 1    | 1    | 1    | -    | -    | -    |

| Bezeichnung, Einsatzdauer         | (18ned)Regiment Sacconay 1694–1714 | (18ned)Regiment Sacconay 1694–1714 | (18ned)Regiment Sacconay 1694–1714 |
| Jahr, Vertragspartner             | 1696, mit einer neuen Privatkapitulation von Jean de Sacconay mit den Generalstaaten, wechselte das von England besoldete, seit 1694 in savoyischen Diensten stehende Regiment aus Italien in die Niederlande. Von Bern 1700 anerkannt und unter Kontrolle genommen. | 1696, mit einer neuen Privatkapitulation von Jean de Sacconay mit den Generalstaaten, wechselte das von England besoldete, seit 1694 in savoyischen Diensten stehende Regiment aus Italien in die Niederlande. Von Bern 1700 anerkannt und unter Kontrolle genommen. |                                    |
| Bestand, Formation                | 1 Regiment von 1'600 Mann. | 1 Regiment von 1'600 Mann. |                                    |
| Herkunft Kader, Truppe            | Viele Offiziere stammten aus der Waadt und dem Freistaat Graubünden, die Mannschaft aus Bern, Waadt, Basel, Graubünden und Zürich. Je eine Kompanie war im Besitz der Brüder Caspar und Salomon Hirzel aus Zürich. | Viele Offiziere stammten aus der Waadt und dem Freistaat Graubünden, die Mannschaft aus Bern, Waadt, Basel, Graubünden und Zürich. Je eine Kompanie war im Besitz der Brüder Caspar und Salomon Hirzel aus Zürich.                                                   |                                    |
| Besitzer, Kommandant, Namensgeber | 1694, Oberst Jean de Sacconay aus Lausanne; 1706, Antoine de Méstral aus der Waadt. | |                                    |
| Einsatz, Ereignisse               | Im Spanischen Erbfolgekrieg war das Regiment an folgenden Kämpfen beteiligt: Kaiserswerth (1702), Huy (1702), Bonn (1703), Limbourg (1703), Schellenberg (1704), Höchstädt (1704), Trarbach (1704), Ramillies (1706), Oudenaarde (1708), Gent (1708), Malplaquet (1709), Douay (1710) und nochmals Douay (1712), wo das Regiment in französische Gefangenschaft geriet. 1714 aufgelöst, wurden seine Einheiten auf die übrigen Schweizer Regimenter und das von Albemarle verteilt. | |                                    |

| Bezeichnung, Einsatzdauer         | (19ned)Regiment Albemarle 1701–1796 ab 1772 Regiment Zwitzers Nr. 1 | (19ned)Regiment Albemarle 1701–1796 ab 1772 Regiment Zwitzers Nr. 1 |
| Jahr, Vertragspartner             | k. A. |                                                                     |
| Bestand, Formation                | 1 Regiment von 1'200 Mann in 6 Kompanien. Nach der Reduktion 1715 auf 2 Bataillone mit 1'000 Mann, wurden die Bestände des Regiments 1741 durch vier in Zürich neu ausgehobene Kompanien wieder auf 1'800 Mann in 3 Bataillonen mit 4 Kompanien erhöht. |                                                                     |
| Herkunft Kader, Truppe            | Von den 6 Kompanien stammten 3 aus den Regimentern Lochmann, Muralt und Sacconay, vor allem mit Soldaten aus Zürich und einer halben Kompanie aus Schaffhausen, sowie zusätzlich drei neue Kompanien aus Zürich, Graubünden und Bern. 1741 wurde es, durch Umteilung aller Berner Kantonsangehörigen zum Regiment StürlerTscharner, zum reinen Zürcher Regiment. |                                                                     |
| Besitzer, Kommandant, Namensgeber | 1701, Milord Albemarle (niederländischer Adliger, geboren als Arnold Joost van Keppel, als Günstling von König Wilhelm III. von Oranien-Nassau zum Earl of Albemarle erhoben und mit dem Hosenbandorden ausgezeichnet); 1718, Hans Felix Werdmüller; 1726, Salomon Hirzel; 1755, Hans Konrad Escher (vom Luchs); 1786, Hans Ludwig Hirzel; 1794, Gerold Lochmann. |                                                                     |
| Einsatz, Ereignisse               | Im Spanischen Erbfolgekrieg war das Regiment an folgenden Kämpfen beteiligt: Bonn (1703), Schellenberg (1704), Höchstädt (1704), Trarbach (1704), Ramillies (1706), Gent (1708), Malplaquet (1709), Béthune (1710), Saint-Venant (1710), Aire-sur-la-Lys (1710) und Denain (1712), wo 4'000 Mann fielen, auch der Regimentskommandant Stocker. Albemarle und sein Regiment gerieten in französische Gefangenschaft. 1715 wurden zwei Bataillone des Regiments mit dem Expeditionskorps von Jacques François de Goumoens zur Niederschlagung der Jakobiner nach England und Schottland eingeschifft. 1745 wurde das Regiment wiederum nach England und Schottland übergesetzt. Es unterstützte die englischen Regierungstruppen, die 1746 in der Schlacht bei Culloden den letzten Aufstand der Stuart-Anhänger blutig niederschlugen. Prinz Charles Edward Stuart, genannt Bonnie Prince Charlie, hatte sein letztes Aufgebot von 5000 Mann im Culloden Moor aufgestellt. Die Hauptlast des Kampfes trugen die Clans der Camerons, MacLeans, Chattans und MacLachlans. Sie erlitten, nur mit Schild und Schwert ausgerüstet, durch die zahlenmässig krass überlegenen Regierungstruppen und ihrem Artilleriefeuer fürchterliche Verluste und unterlagen. Prince Charles konnte nach Frankreich flüchten. Die Sieger wüteten noch einige Zeit grausam und gnadenlos in den Highlands. Die Stuart-Anhänger wurden endgültig und gründlich erledigt. Nach den anschliessenden Jahrzehnten mit eintönigem Garnisonsdienst, war das Regiment HirzelAlbemarle 1793 beim Angriff der französischen Revolutionstruppen nicht in der Lage (oder Willens?), die Festung Geertruidenberg zu verteidigen und gehörte auch in der Schlacht bei Tourcoing, wo Hirzel verwundet wurde, und ein Jahr später in Fleurus zu den Verlierern. Das Regiment ging 1795 zusammen mit der niederländischen Armee unter. Nach seiner Entlassung soll das Regiment 1797 von Bergen-op-Zoom über Putten, Antwerpen, Leuven, Namur, Belfort, Basel, Olten, Lenzburg, Baden nach Zürich zurück marschiert sein. |                                                                     |

## Die Erbfolgekriege werden auch in den Niederlanden ausgetragen
1701 war es mit dem europäischen Frieden bereits wieder dahin. Das Ringen um die Nachfolge auf dem spanischen Königsthron entlud sich im dreizehnjährigen blutigen Spanischen Erbfolgekrieg. Er erreichte auch die Generalstaaten, die sich der antifranzösischen Koalition anschlossen, ihre Truppen wieder auf Kriegsstärke brachten und mit einer weiteren Schweizer Truppe verstärkten.
| Bezeichnung, Einsatzdauer         | (20ned)Regiment Diesbach 1711–1714 | (20ned)Regiment Diesbach 1711–1714 |
| Jahr, Vertragspartner             | 1711, Privatkapitulation von Fridéric de Diesbach mit den Generalstaaten.                                                                                  |                                    |
| Bestand, Formation                | 1 Regiment von 1'200 Mann. |                                    |
| Herkunft Kader, Truppe            | 6 Kompanien aus 6 Kantonen. |                                    |
| Besitzer, Kommandant, Namensgeber | 1711, Jean Fridéric von Diesbach (Steinbrugg), aus dem Freiburger Ast der Familie Diesbach.                                                                |                                    |
| Einsatz, Ereignisse               | Das Regiment nahm an den Mailänderkriegen, an den Feldzügen nach Spanien und am Rhein teil, wurde aber nach dem Frieden von Utrecht 1714 wieder aufgelöst. |                                    |

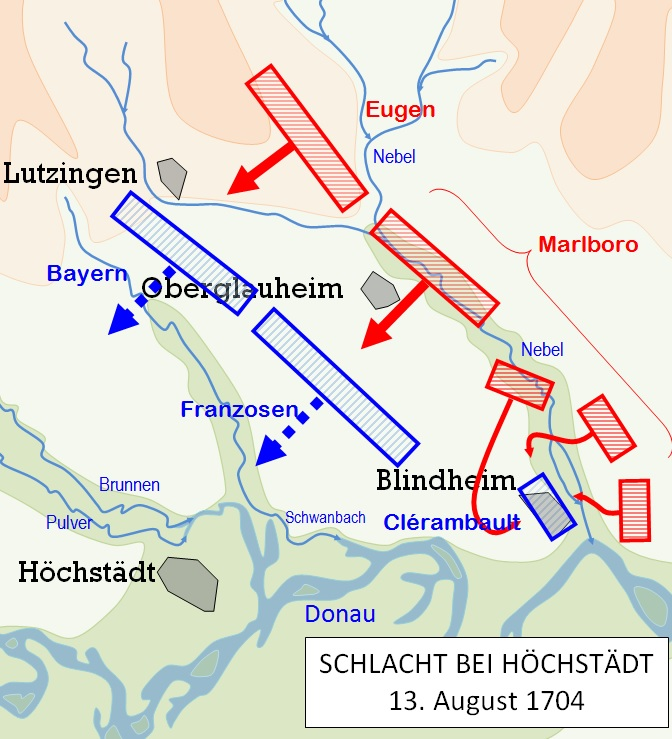
Schlacht bei Höchstädt 1704

Die Schweizer Regimenter waren normalerweise als Festungsbesatzungen eingesetzt, nahmen aber auch an Angriffsaktionen teil.
1704 kämpften je 1 Bataillon aus dem Regiment Lochmann, unter Johann Caspar Hirzel, und aus dem Regiment StürlerTscharner, unter seinem Regimentskommandanten Vinzenz Stürler, in der siegreichen Schlacht bei Höchstädt im linken Flügel von Marlborough.
1706 waren die Regimenter StürlerTscharner, Capol und Albemarle (geführt von Hans Felix Werdmüller) an der Schlacht bei Ramillies beteiligt. Werdmüllers Aktion gegen das Dorf Tavières öffnete die entscheidende Lücke für Marlboroughs Kavallerie und entschied die Schlacht.
Das Regiment MétralSacconay gehörte 1707 zu den Belagerern von Ath.
Auch in den Treffen 1708 von Oudenaarde und Lille kämpften Schweizer Regimenter auf beiden Seiten, noch ohne Direktbegegnung.
1709 rächte sich die fehlende Aussenpolitik der Eidgenossen auf tragische Weise. Im längsten und blutigsten Kampf in Malplaquet kam es zur Direktbegegnung. Den niederländischen Regimentern ChambrierMuralt, Schmid von GrüneckCapol, HirzelLochmann, MayMülinen (Gabriel), StürlerTscharner und MétralSacconay standen auf der französischen Seite zwei Bataillone der Schweizergarden (die Kompanien Chandieu, Zurlauben, Pfyffer, Machet, Stuppa, Salis) sowie den Regimentern Brändle, Villars-Chandieu, Greder und May (Hans Rudolf) gegenüber. Im Ersten Angriff kam es zur Direktbegegnung der Regimenter May und Brändle auf französischer Seite gegen ihre Landsleute in den Regimentern May und Stürler auf der niederländischen Seite. Der Angriff mit dem blanken Bajonett zwischen den beiden bernischen Regimentern von Hans Rudolf und Gabriel von May kostete Hunderte von Gefallenen. Die Schweizer Regimenter verloren in Malplaquet insgesamt 8'000 Mann. Der Verlust löste in der Tagsatzung heftigste Diskussionen um die fremden Dienste und Massnahmen gegen Direktbegegnungen aus. Trotzdem kam es 1808 in Bailén noch- und letztmals zu einem direkten Aufeinandertreffen von Schweizer Truppen.
1712 war für die Schweizer Truppen ziemlich katastrophal. Milord Albemarle liess sich bei Denain überraschen, verlor die Hälfte seiner 8'000 Mann und musste mit dem Rest in Gefangenschaft gehen. Darunter befanden sich auch sein Regiment, das Bündner Regiment und das Bataillon des Regiments DohnaLochmann, wobei Dohna selber in einem Sumpf versunken und ertrunken war. Dadurch gerieten die festen Plätze Douay, le Quesnay und Bouchain und ihre Besatzungen, die Regimenter MétralSacconay, MayMülinen und StürlerTscharner in die Hände der Franzosen.

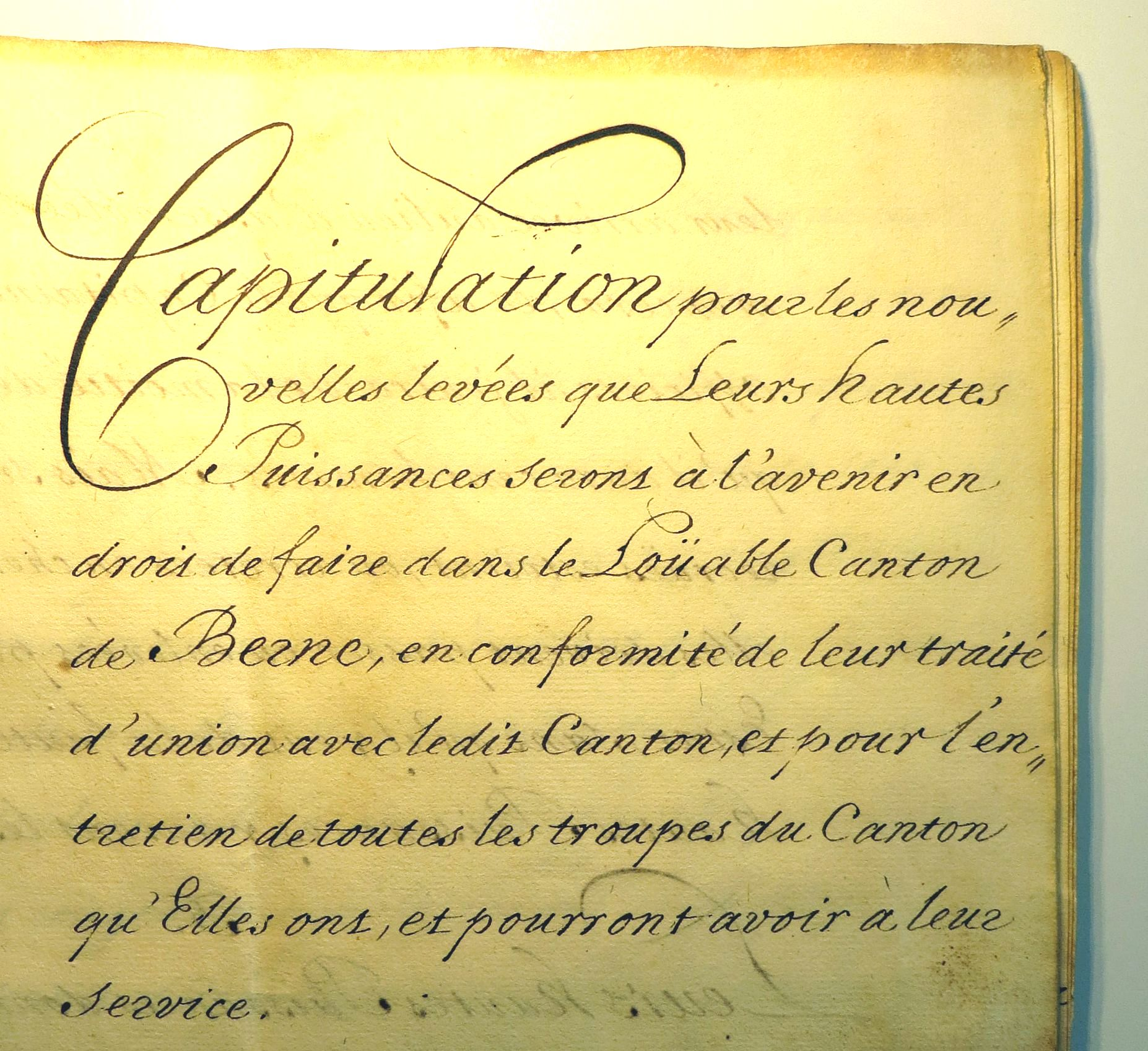
Präambel der Militärkapitulation der niederländischen Generalstaaten mit der Republik Bern vom 8. Januar 1714 (Staatsarchiv Bern)

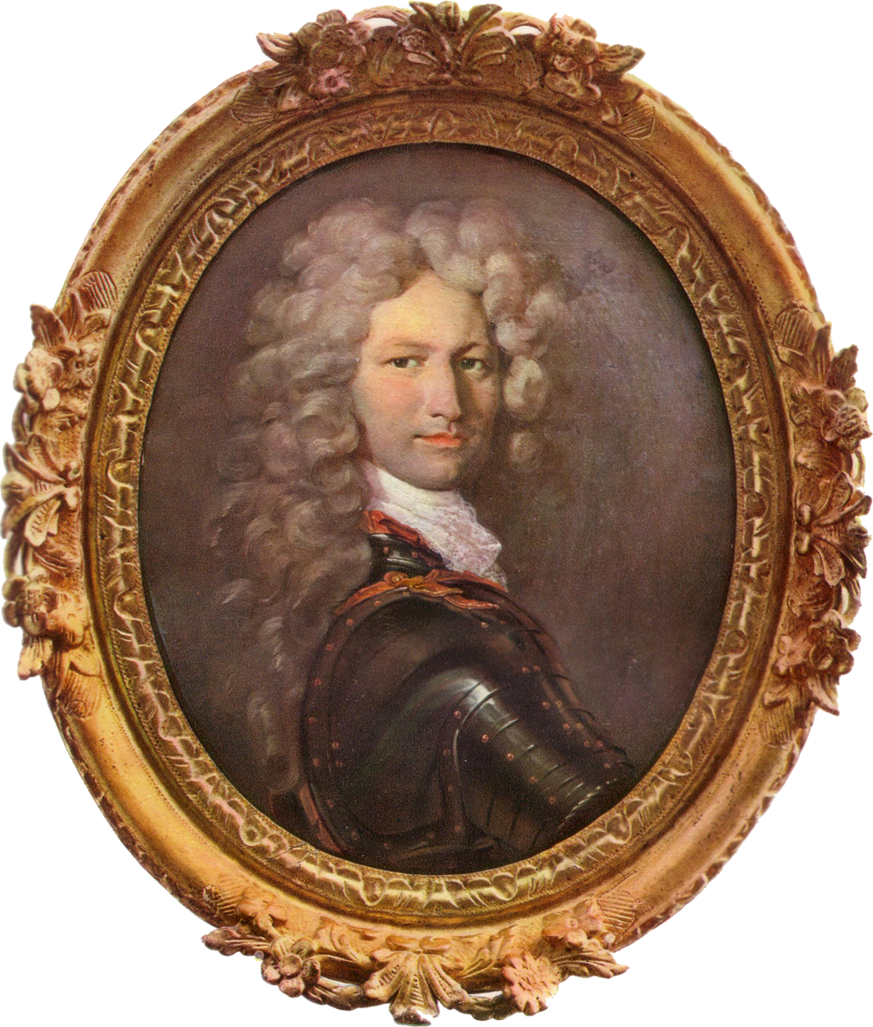
Franz Ludwig de Pesme de St. Saphorin

Dieser Krieg endete 1713 mit dem Frieden von Utrecht, der für die Generalstaaten eine längere Friedensphase einläutete.
Bereits im Jahr zuvor war Bern, ein Jahr später auch Graubünden, mit den Generalstaaten ein Offensiv- und Defensivbündnis eingegangen.
1714 schloss, daran anschliessend, Franz Ludwig de Pesme de St. Saphorin für Bern mit den bevollmächtigten Vertretern der Generalstaaten, den Herren Broekhuisen, Van Alphen, Heinsius, Coningh, Ploofs, Van Amstel, de Burum, Steenbergen und Steenhuisen, eine Kapitulation mit 32 Artikeln ab. Vorgesehen waren 24 Berner Kompanien in niederländischen Diensten, die Ernennung des Regimentsstabs durch die niederländische Regierung, der Hauptleute durch Bern, der Subalternoffiziere durch den Hauptmann und Kompaniestärken von 150 bzw. 200 Mann im Friedens- bzw. Kriegsfall.
Doch der Generaloberst Albemarle wirbelte mit seinem (Des-)Organisationswesen bereits im folgenden Jahr selbstherrlich weiter und reduzierte die Kompanien sogar vertragswidrig auf 100 Mann. Als er 1715 damit fertig war, waren es noch 32 Kompanien zu 100 Mann: 6 aus Zürich, 16 aus Bern, je 2 aus Basel und Neuenburg und 6 aus Graubünden, eingeteilt in 4 Regimenter:
1. Regiment Hans Felix WerdmüllerAlbemarle, geführt von Oberst Salomon Hirzel, mit 10 Kompanien: die Oberstenkompanie des aufgelösten Regiments MétralSacconay, 2 Basler, 1 des aufgelösten Regiments MayMülinen, 6 des Zürcher Offensivbataillons TscharnerLochmann. Das Defensivbataillon TscharnerLochmann war entlassen worden, allerdings mit Misstönen. Es hätte mit Waffen und fliegenden Fahnen in die Heimat abrücken sollen. Die auf Geld erpichten Hauptleute hatten ihm jedoch die Waffen abgenommen und verkauft sowie die Soldaten ohne Reisegeld ihrem Schicksal überlassen. Auf deren Reklamation hin mussten sie dieses nachträglich widerwillig letztlich doch noch ausrichten;
2. Regiment Vinzenz StürlerTscharner mit ebenfalls 10 Kompanien;
3. Regiment Daniel de ChambrierMuralt mit 6 Kompanien, 4 Berner und 2 Neuenburger, sowie
4. Regiment Christoph SchmidtCapol mit den 6 Bündner Kompanien.

Die Garnisonsdienste in der Friedensphase bis 1742, dem Ausbruch des Österreichischen Erbfolgekrieges, wurden einzig 1715 und 1719 unterbrochen durch die Expeditionskorps nach England und Schottland von Jacques François de Goumoens zur Niederschlagung der Jakobiner: das erste Mal mit je zwei Bataillonen aus den Regimentern StürlerTscharner und Albemarle, sowie je einem von SchmidtCapol und ChambrierMuralt, beim zweiten Mal mit dem Regiment GoumoënsTscharner.
Bereits 1741 waren die Bestände der vier Schweizer Regimenter auf 3 Bataillone mit 4 Kompanien von 150 Mann, insgesamt 1'800 Mann verstärkt worden. Die Generalstaaten verfügten somit wieder über 48 Kompanien in 12 Bataillonen, insgesamt 7'200 Mann Schweizer Truppen.
Die Niederlande waren widerwillig durch alte Verträge gezwungen, in den Krieg einzutreten und in die österreichischen Niederlande einzumarschieren. Die niederländische Führung der Schweizer Truppen tat sich in den entscheidenden Phasen vor allem durch Inkompetenz hervor. Die Regimenter ConstantMuralt in 1744 in Ypern und das Regiment HirzelAlbemarle, geführt von Oberstleutnant Keller, in Tournai zeichneten sich bei der Verteidigung aus. Doch 1745 mussten die Regimenter ConstantMuralt, StürlerTscharner und SalisCapol in der Schlacht bei Fontenoy die längste Zeit im feindlichen Artilleriefeuer untätig ausharren. Auch die durch die Schweizer Regimenter besetzten Garnisonen von Brüssel, Nivelles und Bergen op Zoom wurden vom niederländischen Oberkommando kampflos preisgegeben. Dabei gerieten in Brüssel von den 5'681 Mann der Regimenter StürlerTscharner und ConstantMuralt 2'191 Mann in Gefangenschaft. Etwa die Hälfte der Offiziere und gut ein Drittel der Mannschaft verbüsste eine dreijährige Gefangenschaft «en prison de France» (deutsch: in französischer Gefangenschaft), bis schliesslich der Friedensschluss ihre Leidenszeit beendete. Die Operationen der niederländischen Armee im Österreichischen Erbfolgekrieg waren wahrlich kein berühmtes Kapitel der niederländischen Militärgeschichte.
| Bezeichnung, Einsatzdauer         | (21ned)Freikompanie Lullin 1746–1748 | (21ned)Freikompanie Lullin 1746–1748 |
| Jahr, Vertragspartner             | 1746, Privatkapitulation von Charles Lullin mit den Generalstaaten.                                                                       |                                      |
| Bestand, Formation                | 1 Kompanie von 150 Mann. |                                      |
| Herkunft Kader, Truppe            | Aus Genf. |                                      |
| Besitzer, Kommandant, Namensgeber | Charles Lullin aus Genf (geboren 1715, Enkel des Schultheissen von Genf, Jean Lullin, später Oberstleutnant im Regiment ChambrierMuralt). |                                      |
| Einsatz, Ereignisse               | Die Freikompanie Lullin wurde 1648 aufgelöst.                                                                                             |                                      |

1747, ein Jahr vor dem Friedensschluss von Aachen, suchte der Sonderbevollmächtigte der Generalstaaten, Onno Zwier van Haren, bei den reformierten Kantonen um eine Erhöhung der Bestände der bestehenden und die Aushebung von zusätzlichen Schweizer Truppen nach.
Die Kantone genehmigten die Erhöhung der bestehenden Kompanien auf 200 Mann und der vier vorhandenen Regimenter auf je 2'400 Mann sowie den Abschluss von Kapitulationen für vier neue Regimenter und ein Schweizer Garderegiment.

## Die Schweizer Truppen als Handelsware?
Doch nach Kriegsende wurden 1749 drei Regimenter bereits wieder aufgelöst und der Kompaniebestand der 6 verbleibenden Regimenter auf hundert Mann verkleinert. Die Kompanieinhaber wurden dabei für den Abbau immerhin durch eine von 1751 bis 1785 ausbezahlte Gratifikation für «50 hommes non existans» entschädigt. Der niederländische Kaufmannsgeist betrachtete offenbar Söldner als reine Handelsware, deren Bestand kurzfristig der Nachfrage angepasst werden konnte. Allerdings nur, weil auch Landesfremde wie Deutsche, Lothringer, Elsässer, Skandinavier, Böhmer, Mährer und weitere Osteuropäer als «Schweizer» galten.
| Bezeichnung, Einsatzdauer         | (22ned)Regiment Budé 1748–1749 | (22ned)Regiment Budé 1748–1749 |
| Jahr, Vertragspartner             | 1748, Privatkapitulation von Jacob de Budé mit Onno Zwier van Haren für die Generalstaaten.                                                                       |                                |
| Bestand, Formation                | 1 Regiment von 2'400 Mann in 3 Bataillonen von je 4 Kompanien zu 200 Mann.                                                                                        |                                |
| Herkunft Kader, Truppe            | Aus den reformierten Kantonen, insbesondere Glarus, Schaffhausen, Appenzell Ausserrhoden und Thurgau (durch Heinrich Escher in Arbon und Bischofszell).           |                                |
| Besitzer, Kommandant, Namensgeber | Jacob de Budé aus Genf. |                                |
| Einsatz, Ereignisse               | Das Regiment wurde bereits 1749 wieder aufgelöst. Die meisten Soldaten gingen zum (neuen!) Regiment Stürler. Oberst Budé trat in das Schweizer Garderegiment ein. |                                |

| Bezeichnung, Einsatzdauer         | (23ned)Regiment Graffenried 1748–1749 | (23ned)Regiment Graffenried 1748–1749 |
| Jahr, Vertragspartner             | 1748, Kapitulation von Bern mit Onno Zwier van Haren für die Generalstaaten.                                                                                                 |                                       |
| Bestand, Formation                | 1 Regiment von 2'400 Mann in 3 Bataillonen von je 4 Kompanien zu 200 Mann. Von den zwölf Kompanien wurden acht durch Stadtbürger und vier durch Kantonsbürger Berns geführt. |                                       |
| Herkunft Kader, Truppe            | Hauptsächlich im Kanton Bern. |                                       |
| Besitzer, Kommandant, Namensgeber | Abraham von Graffenried von Bern. |                                       |
| Einsatz, Ereignisse               | Das Regiment wurde bereits 1749 wieder aufgelöst. Die Mannschaft wurde bei der Auflösung in die anderen Regimenter verschoben und kehrte zum Teil in die Schweiz zurück.     |                                       |

| Bezeichnung, Einsatzdauer         | (24ned)Regiment Chambrier 1748–1749                                                                                       | (24ned)Regiment Chambrier 1748–1749 |
| Jahr, Vertragspartner             | 1748, Privatkapitulation von Samuel de Chambrier mit Onno Zwier van Haren für die Generalstaaten.                         |                                     |
| Bestand, Formation                | 1 Regiment von 2'400 Mann in 3 Bataillonen von je 4 Kompanien zu 200 Mann.                                                |                                     |
| Herkunft Kader, Truppe            | Aus allen reformierten Kantonen.                                                                                          |                                     |
| Besitzer, Kommandant, Namensgeber | Samuel de Chambrier aus Neuenburg.                                                                                        |                                     |
| Einsatz, Ereignisse               | Das Regiment wurde bereits 1749 wieder aufgelöst. Die Mannschaft wurde bei der Auflösung zum Regiment Stürler verschoben. |                                     |

| Bezeichnung, Einsatzdauer         | (25ned)Regiment Stürler 1748–1796 ab 1772 Regiment Zwitzers Nr. 2 auch etwa «Regiment der kleinen Kantone» und ab 1787 «Prinsenregiment» genannt. | (25ned)Regiment Stürler 1748–1796 ab 1772 Regiment Zwitzers Nr. 2 auch etwa «Regiment der kleinen Kantone» und ab 1787 «Prinsenregiment» genannt. |
| Jahr, Vertragspartner             | 1748, Privatkapitulationen der einzelnen Kompaniebesitzer mit Onno Zwier van Haren für die Generalstaaten. | |
| Bestand, Formation                | 1 Regiment von 2'400 Mann in 3 Bataillonen von je 4 Kompanien zu 200 Mann (1748), 1'200 Mann (1750), 2'244 Mann (1785), 1'800 Mann (1793). | |
| Herkunft Kader, Truppe            | Die Mannschaft (teilweise aus den Regimentern Budé, Graffenried und Chambrier) aus Bern, Aargau, Waadt. Die Offiziere und Soldaten kamen auch aus Glarus, Schaffhausen, Appenzell Ausserrhoden, St. Gallen, Graubünden, Thurgau, Deutschland und irgendwo. Bekannt sind die Namen der Kompaniekommandanten aus Appenzell: - 1. Kompanie: 1748, Louis Bouquet; 1784, J.C. Schoch; - 2. Kompanie: 1748, Johann Albrecht Steiger (schwarze) aus Bern; 1768, B. Thörig; 1786, J.U. Kürsteiner; - 3. Kompanie: 1748, J. Meyer; 1777, J.C. Mittelholzer, nachher J. Alder; 1779–1795, B. Thörig junior; - 4. Kompanie: 1748, Bartholome Sturzenegger aus Gais; 1763, G. Zürcher, nachher G. Scheuss (Schiess); 1778, A. Nänni; 1779–1785, J.C. Mösli.       | |
| Besitzer, Kommandant, Namensgeber | 1748, Karl Anton Stürler aus Bern; 1756, Louis Bouquet von Rolle; 1784, Barthole Marti von Glarus; 1786, Hans Friedrich Stokar von Neunforn (Schaffhausen). | |
| Einsatz, Ereignisse               | Die Jahrzehnte bis 1793 verbrachten die Schweizer Regimenter als Besatzungen im Wechsel ab und zu von einer Garnison zur anderen. Delikat wurde ihre Situation, als 1787 ein Zwist zwischen dem Erbstatthalter Prinz Wilhelm V. und der Staaten der republikanischen sog. Patriotenpartei zum bewaffneten Bürgerkrieg ausartete. Einerseits war der Erbstatthalter ihr Oberbefehlshaber, andererseits wurden sie von den Provinzen, seinen Feinden, bezahlt. Sie verhielten sich bis zur Niederlage der Patrioten strikt neutral. Die Verteidigung der Halbinsel Walcheren trug dem Regiment Stürler den Beinamen «Prinsenregiment» (deutsch: Prinzenregiment) ein. Der Einmarsch der französischen Revolutionsarmee war 1796 das Ende des Regiments. | |

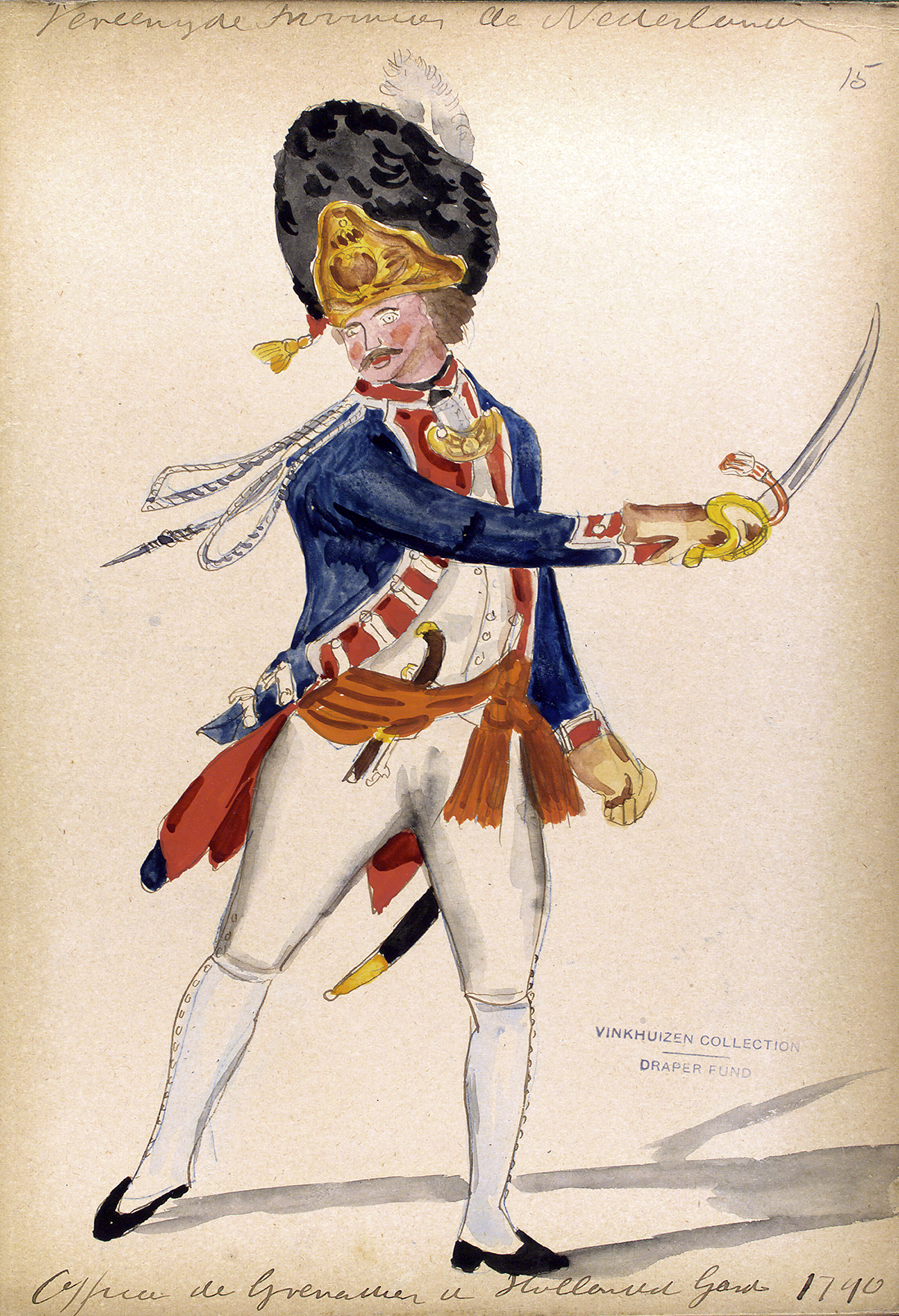
Grenadieroffizier der Garde orange Schärpe und Pistole Säbel anstelle des Degen
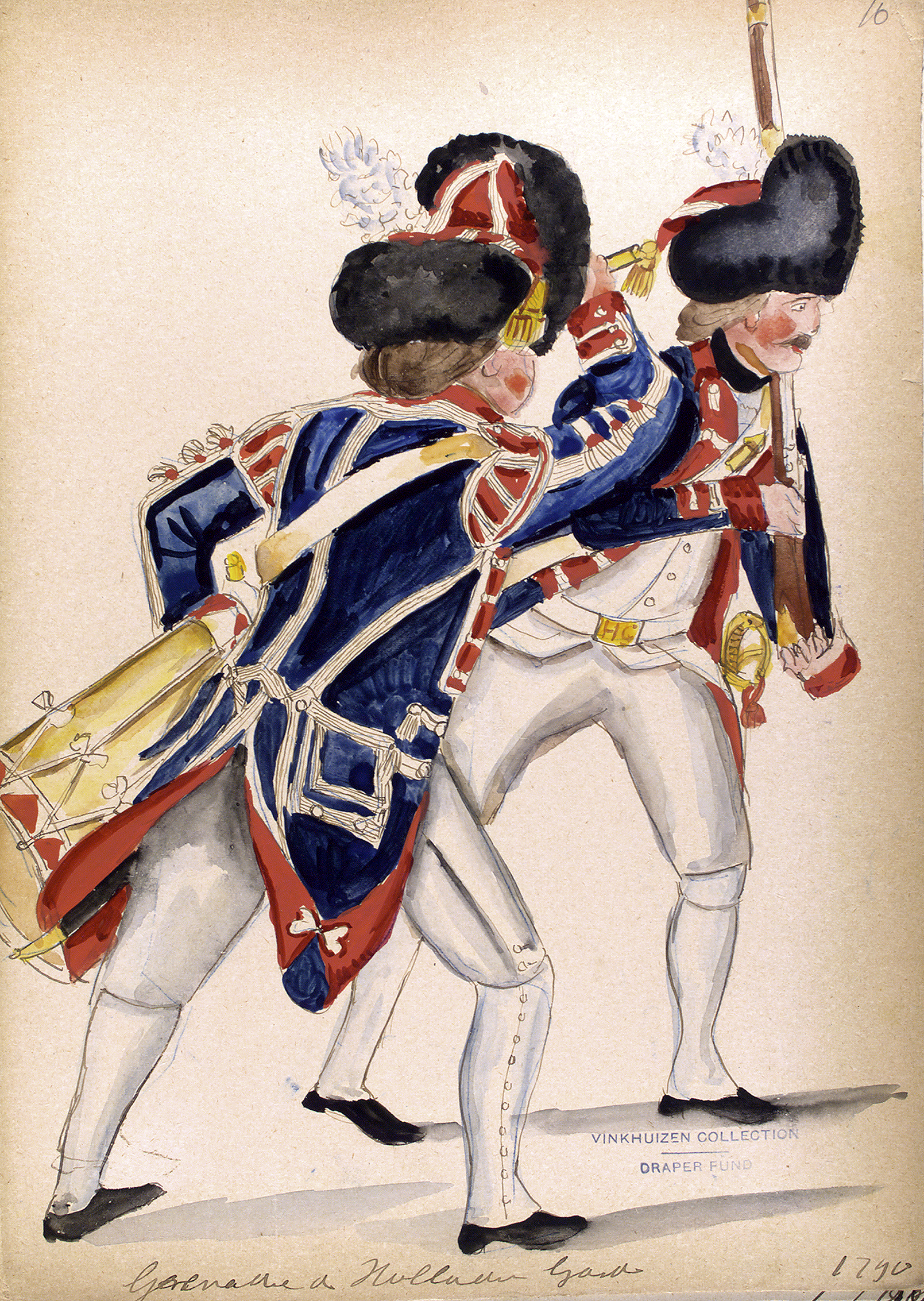
Trommler und Grenadier (Luntenbehälter für Granaten auf dem Brustriemen)
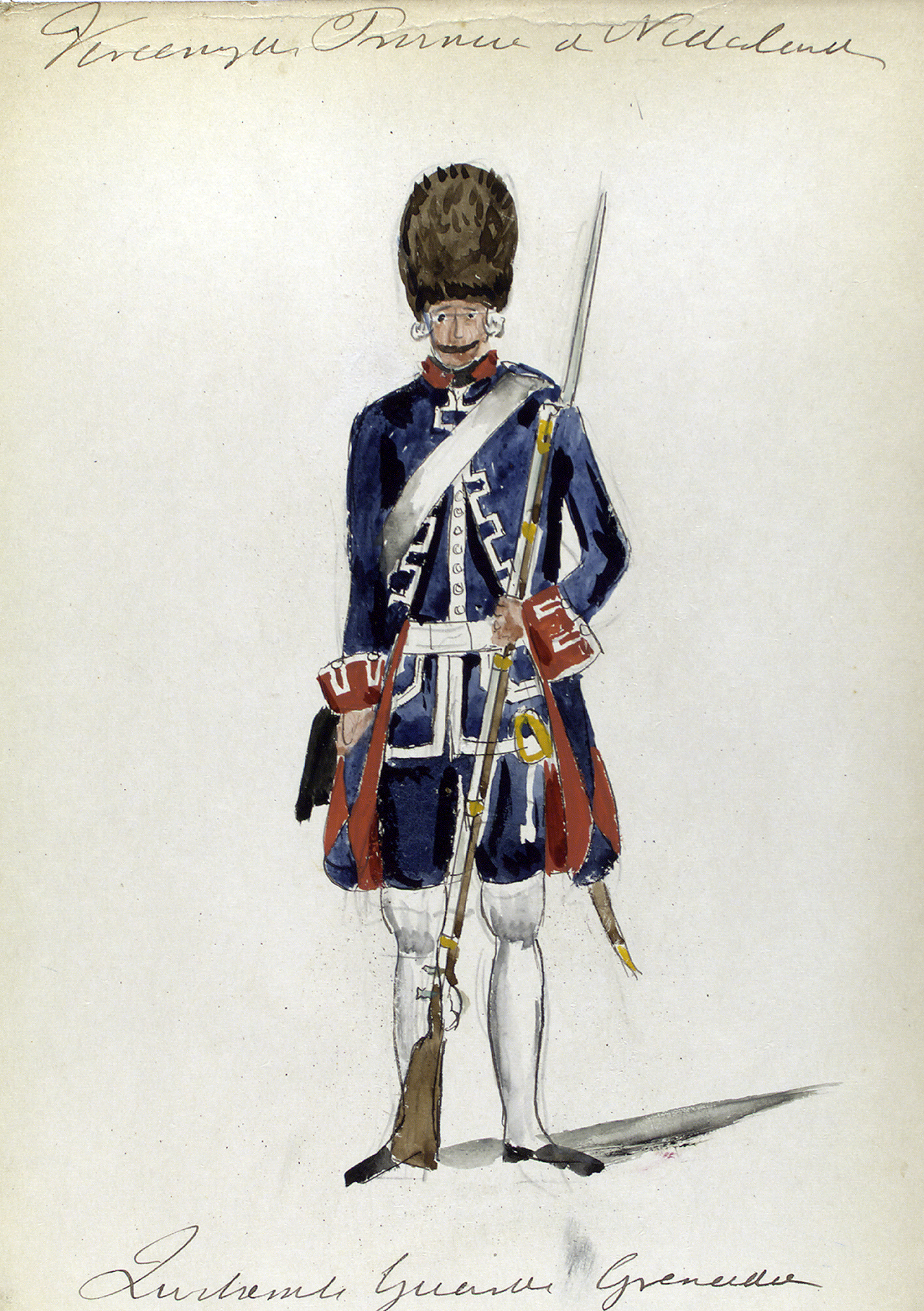
Grenadier der Schweizergarde 1750
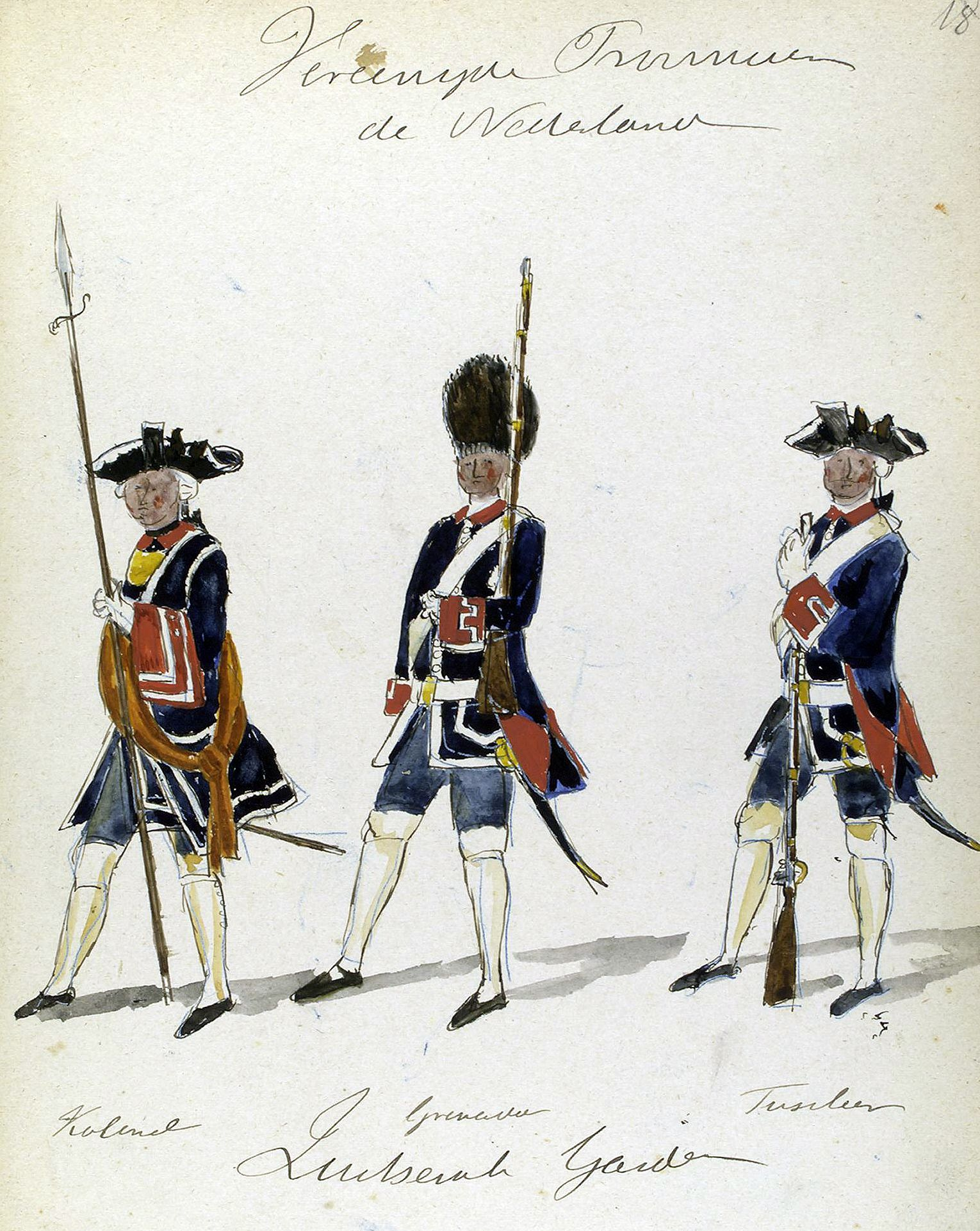
Oberst (mit Sponton), Grenadier und Füsilier der Schweizergarde 1750
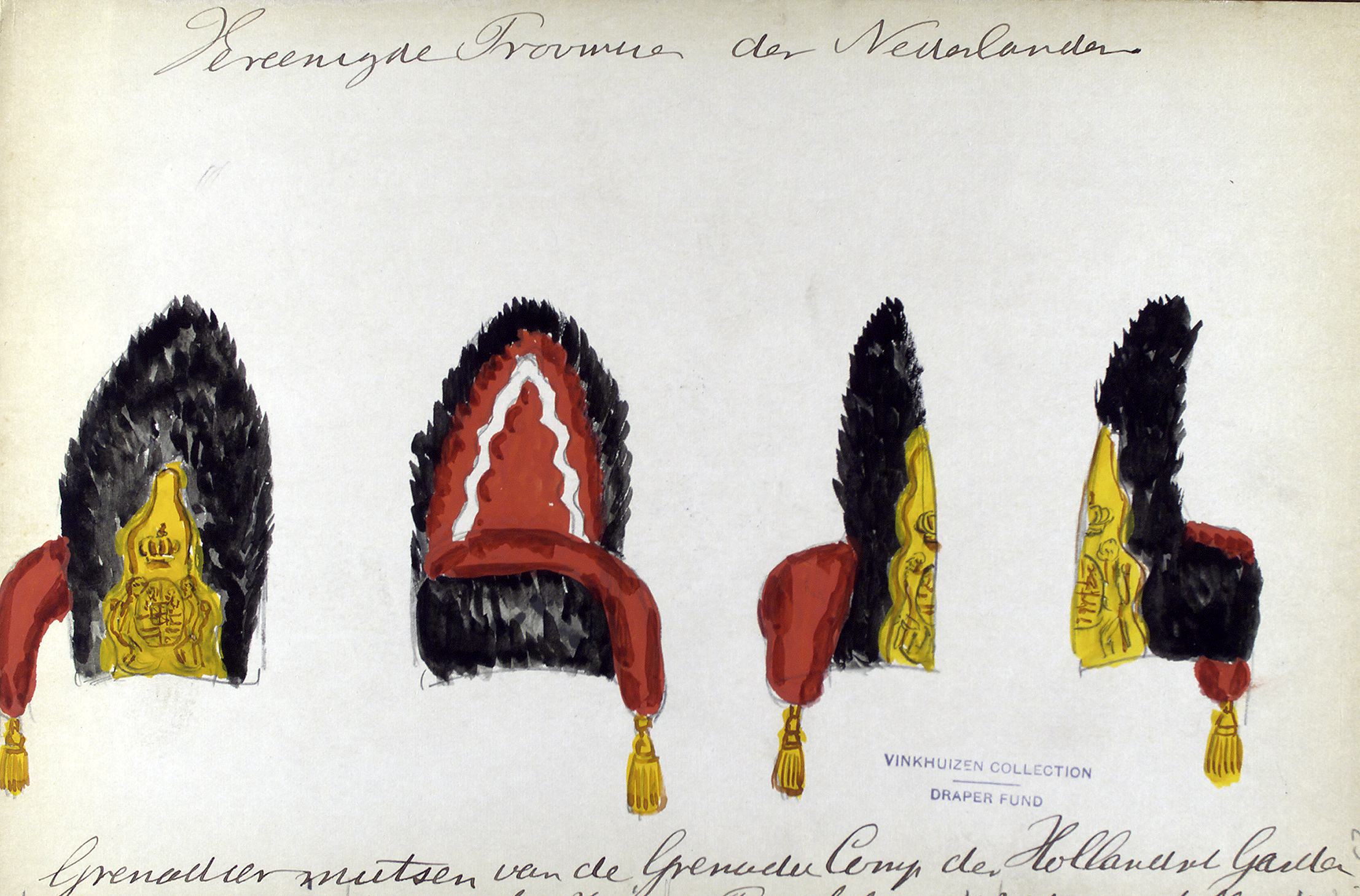
Grenadiermützen der Garde 1750

Die in den fünf verbleibenden Linienregimentern von da an meist 100 Mann umfassenden Kompanien zählten 5 Offiziere (je 1 Hauptmann/meist Kompanieinhaber, Kapitänleutnant, Unterleutnant, Fähnrich) und 10 Unteroffiziere (4 Wachtmeister, 3 Korporale, 3 Gefreite). Die restliche Mannschaft bestand aus 4 Trabanten (besonders zuverlässige Soldaten zur Bewachung des Hauptmanns und der Kompaniekasse), 2 Trommler, 1 Pfeifer, 1 Profos (verantwortlich für Sauberkeit im und ums Quartier, Abhaltung von Gesindel und Vollzug der von Offizieren ausgesprochenen Strafen), 10 Grenadiere (besonders ausgesuchte, robuste und mutige Elitesoldaten) und 64 Füsiliere. Zum Kompaniestab gehörte auch 1 Kompanieschreiber (für die Bestandes- und Soldlisten und die Korrespondenz) und 1 Feldscherer (sanitarisch-medizinische Betreuung).
Ab 1708 befanden sich in jeder Kompanie erstmals 24 Grenadiere und 2 Zimmerleute mit Bärenmützen. Nun verfügten die Bataillone des Regiments über eine Grenadierkompanie, detachiert und bezahlt von den Stammkompanien aus ihren Grenadierdetachementen. Sie gehörte somit nicht einem einzelnen Kompanieinhaber. Die Eliteeinheit aus 75 Mann verfügte über je 1 Kapitänleutnant, Leutnant, Unterleutnant, 3 Wachtmeister, 6 Korporale, 2 Trommler, 1 Pfeiffer und 60 Grenadiere (in 6 Korporalschaften).
Die Bewaffnung der Offiziere der Füsiliere waren der Degen und das Sponton, diejenige der Grenadiere der Säbel und das Gewehr mit Bajonett. Die Soldaten waren mit dem Gewehr und die Füsiliere zusätzlich mit dem Pallasch, die Grenadiere mit dem Säbel bewaffnet.
Die 5 Linienregimenter verfügten insgesamt über 60 Füsilier- und 10 Grenadierkompanien (750 Grenadiere) mit einem Sollbestand von total 6'800 Mann.
Das Garderegiment mit einem Regimentsstab bestehend aus 1 Oberst, 1 Oberstkommandanten, 2 Oberstleutnants, 2 Majoren, 1 Quartiermeister, 2 Adjutanten, 1 Feldprediger, 1 Chirurg-Major, 1 Tambourmajor und 1 Gross-Profos gliederte sich in 2 Bataillone, jedoch mit nur 4 Kompanien.
Deren Zusammensetzung bestand aus 5 Offizieren: 1 Hauptmann, 1 Kapitänkommandant (beide mit Rang und Besoldung eines Oberstleutnants), 1 erster und 1 zweiter Leutnant (beide mit Rang und Sold eines Hauptmanns), ein Fähnrich (mit Rang und Besoldung eines ersten Leutnants). Sie führten 12 Unteroffiziere (5 Wachtmeister, 4 Korporale, 3 Gefreite), 1 Kompaniestab (1 Sekretär, 1 Feldscherer), 4 Trabanten, 3 Trommler, 1 Pfeiffer, 1 Musikant, 12 Grenadiere und 58 Füsiliere.
Die beiden Grenadierkompanien – detachiert wie in den Linienregimentern – hatten einen Sollbestand von 61 Mann: 1 Hauptmann, 1 Leutnant, 1 Unterleutnant, 2 Wachtmeister, 4 Korporale, 3 Trommler, ein Pfeiffer und 48 Grenadiere (in 4 Korporalschaften).
Das Garderegiment verfügte also über einen Sollbestand von 800 Mann.
Die Uniform der Schweizer Regimenter war Königsblau mit roten Aufschlägen.
| Bezeichnung, Einsatzdauer         | (26ned)Schweizer Garderegiment 1749–1796 | (26ned)Schweizer Garderegiment 1749–1796 |
| Jahr, Vertragspartner             | 1748, Kapitulation von Bern, Zürich, Neuenburg, Schaffhausen, Glarus und Appenzellreformiert mit Onno Zwier van Haren für die Generalstaaten. Wegen Unstimmigkeiten bei der Bildung des Garderegiments, bewilligte Bern erst 1761 die Werbung auf seinem Gebiet, was einer offiziellen Anerkennung der Truppe gleichkam. | 1748, Kapitulation von Bern, Zürich, Neuenburg, Schaffhausen, Glarus und Appenzellreformiert mit Onno Zwier van Haren für die Generalstaaten. Wegen Unstimmigkeiten bei der Bildung des Garderegiments, bewilligte Bern erst 1761 die Werbung auf seinem Gebiet, was einer offiziellen Anerkennung der Truppe gleichkam. |
| Bestand, Formation                | 1 Regiment mit 2 Bataillonen à je 4 Kompanien von 200 und ab 1752 zu 100 Mann, also ursprünglich aus 1'600 Mann. 1761 stellte Bern nochmals die 3 Kompanien Steiger, Lerber und 'Aubonne von je 200 Mann bei. Die ersten Beiden waren Stadtbürgern vorbehalten, die Dritte konnte auch ein Kantonsbürger besitzen. | 1 Regiment mit 2 Bataillonen à je 4 Kompanien von 200 und ab 1752 zu 100 Mann, also ursprünglich aus 1'600 Mann. 1761 stellte Bern nochmals die 3 Kompanien Steiger, Lerber und 'Aubonne von je 200 Mann bei. Die ersten Beiden waren Stadtbürgern vorbehalten, die Dritte konnte auch ein Kantonsbürger besitzen.       |
| Herkunft Kader, Truppe            | Anfänglich hatte jede Kompanie der 6 bestehenden Regimenter 9 bis 13 Mann beizustellen (und zu besolden). Später aus allen reformierten Kantonen. | |
| Besitzer, Kommandant, Namensgeber | Ehrenobersten des Regiments waren: - 1749–1751, Prinz Wilhelm IV. von Oranien - 1751–1795, Prinz Wilhelm V. von Oranien beide Generalkapitäne des Heeres der Generalstaaten. Die Obersten waren: 1749, Friedrich May von Kiesen; 1776, Franz August Sandoz aus Neuenburg; 1793, Friedrich Ludwig Hess aus Zürich. Kommandierende Obersten waren: 1748–1750, Alexander von Wattenwyl aus Bern; 1758–1766, Beat Ludwig Steiger aus Bern; 1770–1776, Franz August Sandoz aus Neuenburg; 1776–1786 David Ludwig d’Aubonne aus der Waadt; 1790–1793 Friedrich Ludwig Hess aus Zürich. Oberstleutnant waren: 1748–1758, Beat Ludwig Steiger aus Bern; 1766–1770, Franz August Sandoz aus Neuenburg und Albert Weiss von Molens aus Bern; 1770–1774 Geronimus Lerber aus Bern; 1770–1776 David Ludwig d’Aubonne aus der Waadt; 1770–1779 Georges Louis Polier de Vernand aus Lausanne (Waadt); 1776–1790 Friedrich Ludwig Hess aus Zürich. Tragisch verlief das Schicksal des Kapitänkommandanten der Kompanie May (seit 1786): Oberstleutnant Franz Viktor von Steiger kam 1795 im Bergsturz von Arth zu Tode. | |
| Einsatz, Ereignisse               | Nach langen Jahren des Besatzungslebens in wechselnden Garnisonen konnte sich das Garderegiment beim Angriff der französischen Revolutionstruppen 1794 bei der Belagerung und Eroberung von Landrecies auszeichnen, gehörte aber dann in Fleurus auch zu den Verlierern. Es wurde 1796 aufgelöst. | |

## Pfeffer, Muskat und England im Fokus
Mauritius, Hollandia, Amsterdam und der kleine Schnellsegler Duyfken (deutsch: Täubchen) wagten 1595 von der Insel Texel in Nordholland aus die erste niederländische Seereise nach Asien. Nur drei der vier Schiffe und 87 der 249 Besatzungsmitglieder kehrten 1597 zurück. Trotzdem war die Reise ein Erfolg, denn mit ihr erschlossen sich die Niederländer die Handelsroute nach Osten. Schon bald hatten sie die Portugiesen, die diese Strecke schon früher befuhren, überflügelt und sicherten sich die Vorherrschaft auf der Gewürzroute von Hinterindien nach Europa.

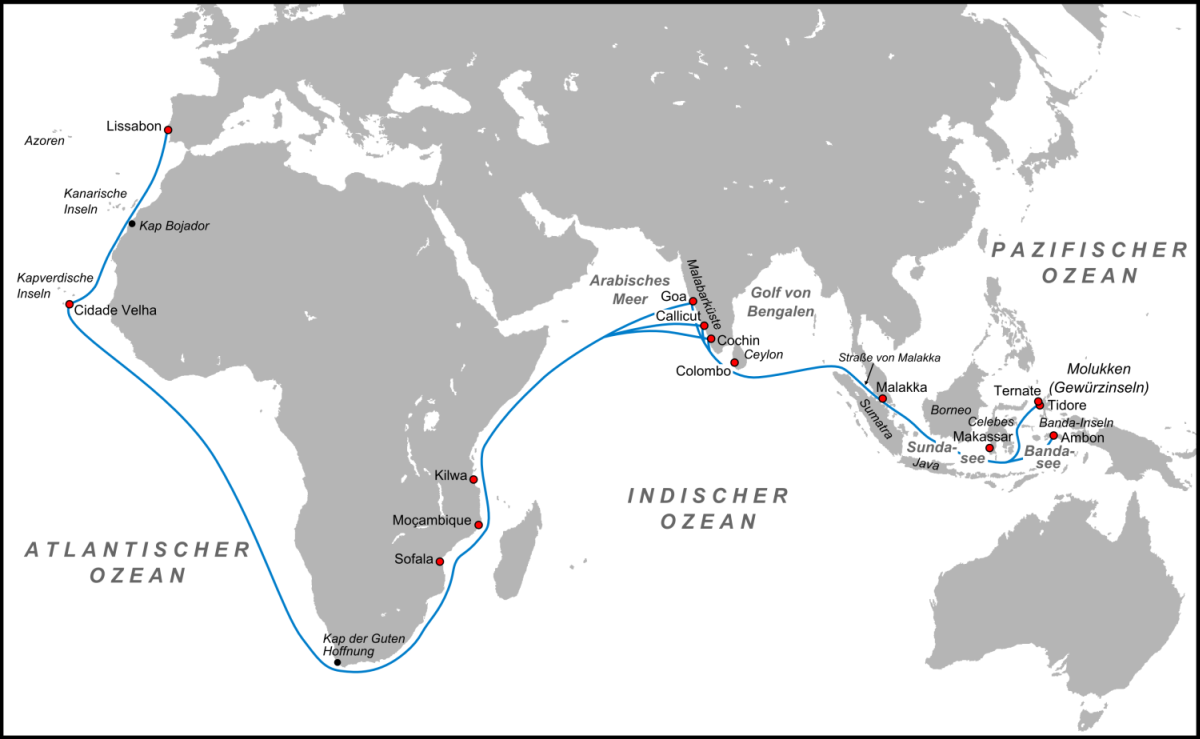
Die portugiesische Gewürzroute

1602 gründete Johan van Oldenbarnevelt die Vereenigde Oostindische Compagnie (deutsch: Vereinigte Ostindien-Kompanie) abgekürzt VOC und erhielt von den Generalstaaten das Handelsmonopol östlich des Kap der guten Hoffnung. Als nationale Handelsgesellschaft, zum Abschluss von Bündnissen im Namen der Republik, zur Kriegsführung und zur Verwaltung besetzter Gebiete befugt, hatte sie auch die Konkurrenz zwischen den verschiedenen Handelsherren ausgeschaltet. Durch Niederlassungen auf Java, den Molukken, in Südafrika, Indien, Sri Lanka, Makassar, Westtimor und, nachdem der Shōgun 1641 die Grenzen Japans geschlossen hatte als einzige Europäer, auf der Insel Dejima in der Bucht von Nagasaki, entwickelte sich die VOC zum Machtfaktor. Ihre Schiffe, reichbeladen mit Textilien, Gewürzen, Kaffee, Tee, Tabak, Opium, Tropenhölzern, Eisen, Kupfer, Silber, Gold, Porzellan, Farbstoffen, Muscheln und vielen weiteren Gütern füllten die Kassen der niederländischen Handelsherren.
Hauptkonkurrent der VOC war die Britische Ostindien-Kompanie (BEIC). Sie war zwei Jahre früher durch einen Freibrief von Königin Elisabeth I. entstanden und mit weitest gehenden Rechten, Privilegien, Monopolen sowie einer eigenen Armee ausgestattet, mit dem Zweck – vereinfacht gesagt – die Kolonien in Asien hemmungslos ausbeuten zu können.
Drei Seekriege mit England hatte die VOC überstanden als sie 1780 der Vierte in die Defensive brachte. Es war der Zeitpunkt, als sie eine Schweizer Truppe für den Landkrieg anheuerte.
| Bezeichnung, Einsatzdauer         | (27ned)Kolonialregiment Meuron | (27ned)Kolonialregiment Meuron |
| Jahr, Vertragspartner             | 1781, Privatkapitulation von Charles Daniel de Meuron aus Neuenburg mit der Niederländischen Ostindien-Kompanie, veranlasst durch den niederländischen Bündnispartner gegen England, Frankreich. Neuenburg billigte die Werbung auf seinem Gebiet, beteiligte sich jedoch nicht an der Kapitulation. |                                |
| Bestand, Formation                | 1 Marineinfanterieregiment von 1'100 Mann in 10 Kompanien von 104 Mann. Die Uniform war blau mit gelben Aufschlägen und umfasste einen Helm mit schwarzem Rossschweif. |                                |
| Herkunft Kader, Truppe            | Zu 2/3 aus reformierten Schweizern und zu 1/3 aus Deutschen bestehend (Mannschaftsliste siehe unter Weblinks «Das Regiment de Meuron»). |                                |
| Besitzer, Kommandant, Namensgeber | 1781, Charles Daniel de Meuron aus Neuenburg; 1786, Pierre-Frédéric de Meuron, sein Bruder. |                                |
| Einsatz, Ereignisse               | Frankreich, als Kolonialmacht mit den Niederlanden gegen England verbunden, beauftragte einen seiner höchsten Schweizer Offiziere, ein Regiment für die VOC auszuheben. Sein Regiment liess de Meuron, Oberst der französischen Schweizergarde, durch seinen Bruder, Hauptmann Pierre-Frédéric de Meuron, ausrüsten und auf der Île d’Oléron versammeln. Eine Pockenepidemie kostete dort 380 Regimentsangehörigen das Leben. Die Reihen wurden mit Sträflingen aus Gefängnissen der Region aufgefüllt, was die Disziplin der Truppe stark strapazierte. Auch die Überfahrt nach Südafrika stand unter keinem guten Stern. Die Schiffe des Königs Ludwig XIV., die le Fier und l'Hermione fuhren im September 1782 verspätet bei ungünstigen Winden ab und der Kapitän hatte Waren geladen. Die Geschütze und die Mannschaft des Regiments waren auf Deck der Witterung ausgesetzt. 102 Mann überlebten die viermonatige Überfahrt nach Kapstadt nicht. Sie starben an Skorbut. Die Klagen de Meurons gegen den Kapitän beim niederländischen Gouverneur in Südafrika, der es mit Frankreich nicht verderben wollte, liefen ins Leere. In Südafrika hatte de Meuron nur wenig Zeit, seine Artillerie wieder auf Hochglanz und die Mannschaft, teilweise durch drakonische Massnahmen, auf Vordermann zu bringen, bevor sein Regiment auf Sri Lanka verlegt wurde. Im folgenden Jahr beteiligte es sich an den französischen Abwehrkämpfen um das englische Fort St. David an der indischen Koromandelküste. Nach der Rückkehr nach Sri Lanka folgte ein längerer Aufenthalt in Südafrika, wo sich de Meuron immer mehr mit den Niederlanden entzweite, 1786 das Regimentskommando seinem Bruder Pierre-Frédéric übergab und sich in die Schweiz absetzte. Viele Regimentsangehörige waren inzwischen desertiert und hatten als Hilfskräfte auf den Farmen der Buren angeheuert. Um den kompletten Zusammenbruch zu vermeiden, wurde das Regiment, unter Zurücklassung einer kleinen Depoteinheit, wieder nach Sri Lanka verlegt. Neun Jahre später eskalierte die Situation: die Kapitulation des Regiments stand Ende 1795 zur Erneuerung an, die VOC war mit den Zahlungen arg im Rückstand und zahlungsunfähig. England ergriff die Initiative, garantierte die ausstehenden Zahlungen der VOC und bewegte de Meuron gegen eine beträchtliche Summe zum Übertritt in englische Dienste. Sein ahnungsloser Bruder Pierre-Frédéric war in Sri Lanka eben in heftige Abwehrkämpfe gegen eine englische Invasion der Insel verwickelt, als ihn der Befehl für die Neuunterstellung des Regiments (in einem Edamerkäse gut versteckt!) überraschte. Er liess sich vom niederländischen Gouverneur der Insel zuerst von seinem Auftrag entbinden, bevor er zu den Engländern nach Indien abrückte. «His Majesty’s Regiment de Meuron» stand noch bis 1814 in englischen und britischen Diensten. |                                |

## 1795 - «annus horribilis»
Annus horribilis (deutsch: Jahr des Schreckens)
1795 war ein Katastrophenjahr für die Niederlande.
Nicht nur war die Niederländische Ostindien-Kompanie (niederländisch: Vereenigde Oostindische Compagnie, abgekürzt VOC) bankrott und hatte die Soldzahlungen an das Kolonialregiment Meuron eingestellt.

Vereinigtes Königreich der Niederlande

Frankreich, mit General Pichegru, hatte das niederländische Heer überrannt, Amsterdam besetzt und die Batavische Republik ausgerufen.
Der Prinz von Oranien, Wilhelm V., war mit seiner Familie nach England geflohen und hatte die niederländischen Kolonien unter britischen Schutz, des bisherigen Feindes der Niederländer, gestellt.
Im Vorjahr hatte die verlorene Schlacht bei Tourcoing – die niederländische Armee hatte dabei 3'000 Tote und den Verlust von 40 Geschützen zu beklagen – den Rückzug der alliierten Streitkräfte aus Flandern eingeleitet, der nach der Niederlage in der Schlacht bei Fleurus einen Monat später Tatsache wurde. Die niederländische Armee, mit ihr die Schweizer Regimenter, hatte sich durch Deserteure und Plünderer fast aufgelöst und das Feld geräumt. Der Weg für den Angriff der französischen Revolutionsarmee über die durch den kalten Winter zugefrorenen Kanäle auf und die Eroberung der Niederlande ohne namhaften Widerstand war frei geworden und bis 1795 vollbracht.
Als Tochterrepublik von Frankreich wurden der Batavischen Republik erhebliche finanzielle Kriegslasten auferlegt und die bisherige Föderation der Provinzen in einen zentral regierten Einheitsstaat umgewandelt.
1806 machte ihm Napoleon ein Ende, verwandelte ihn in das Königreich Holland um und setzte seinen Bruder Louis Bonaparte (niederländisch: Lodewijk Napoleon) als König ein. Vier Jahre später setzte er ihn aber, wegen «zu wenig Beachtung der französischen Interessen», bereits wieder ab und integrierte die Niederlande innert weniger Monate in den französischen Staat.
Erst der Sturz Napoleons 1815 brachte die Rückkehr zum Königreich der Niederlande.

## Der Wiener Kongress setzt die Oranier wieder ein
Nach dem Sturz Napoleons schuf der Wiener Kongress 1815 aus dem Königreich Holland (und weitgehend mit dessen Strukturen) zusammen mit den früheren Österreichischen Niederlanden (heute: Belgien) die konstitutionelle Monarchie des Vereinigten Königreichs der Niederlande. Wilhelm VI., Prinz von Oranien, der Sohn des 1795 nach England geflüchteten Wilhelm V., wurde als König Wilhelm I. der Niederlande eingesetzt.
Mit dem Ziel, rasch wieder eine niederländische Armee aufzubauen, schloss dieser bereits 1814 auch Kapitulationen mit eidgenössischen Kantonen für vier Schweizer Regimenter ab. Der Bundesvertrag von 1815, zu diesem Zeitpunkt allerdings noch nicht in Kraft, gestattete es den Kantonen, selbständig Militärkapitulationen mit ausländischen Staaten abzuschliessen.
| Bezeichnung, Einsatzdauer         | (28ned)Regiment Ziegler 1814–1829 Schweizer Regiment Nr. 29 in Königlich-Niederländischen Diensten | (28ned)Regiment Ziegler 1814–1829 Schweizer Regiment Nr. 29 in Königlich-Niederländischen Diensten |
| Jahr, Vertragspartner             | 1814, Kapitulationen über 25 Jahre der Kantone Zürich, Schaffhausen, St. Gallen, Aargau und Thurgau mit Elie van der Hoeven, Bevollmächtigter von König Wilhelm I. der Niederlande. | |
| Bestand, Formation                | 1 Regiment mit 2 Bataillonen mit 10 Kompanien (8 Füsilier- und 2 Flügelkompanien) von 100 Mann, insgesamt 2'028 Mann mit dem Stab. | |
| Herkunft Kader, Truppe            | Aus den Kantonen Zürich, Schaffhausen, St. Gallen, Aargau und Thurgau | |
| Besitzer, Kommandant, Namensgeber | 1814, Jakob Christoph Ziegler aus Zürich. | |
| Einsatz, Ereignisse               | Während des einzigen Feldzuges der niederländischen Armee, der Feldzug 1815 nach Waterloo, waren die Schweizer Regimenter als Besatzung in Maastricht. Später führten sie bis zur Entlassung 1829 ein ruhiges Garnisonsleben. Das Regiment Ziegler hatte einige altgediente Offiziere und Unteroffiziere aus französischem Dienst in seinen Reihen. Unter deren Regime seien zeitweise 20 bis 30 Deserteure pro Tag ausgerissen! | |

| Bezeichnung, Einsatzdauer         | (29ned)Regiment Kirchberger 1814–1829 Schweizer Regiment Nr. 30 in Königlich-Niederländischen Diensten «Jung-Jenner» | (29ned)Regiment Kirchberger 1814–1829 Schweizer Regiment Nr. 30 in Königlich-Niederländischen Diensten «Jung-Jenner» | (29ned)Regiment Kirchberger 1814–1829 Schweizer Regiment Nr. 30 in Königlich-Niederländischen Diensten «Jung-Jenner» |
| Jahr, Vertragspartner             | 1814, Kapitulation über 25 Jahre des Kantons Bern mit Elie van der Hoeven, Bevollmächtigter von König Wilhelm I. der Niederlande.                                                                                             | | |
| Bestand, Formation                | 1 Regiment mit 2 Bataillonen mit 10 Kompanien (8 Füsilier- und 2 Flügelkompanien) von 100 Mann, insgesamt 2'028 Mann mit dem Stab.                                                                                            | | |
| Herkunft Kader, Truppe            | Aus Bern. | | |
| Besitzer, Kommandant, Namensgeber | 1814, Gabriel Sigmund Kirchberger; 1816, Johann Ludwig Nikolaus von Jenner. 1827 avancierte Johann Nikolaus Ludwig von Jenner zum Generalmajor und Oberbefehlshaber des Schweizer Korps von insgesamt 10'150 Mann.            | | |
| Einsatz, Ereignisse               | Während des einzigen Feldzuges der niederländischen Armee, der Feldzug 1815 nach Waterloo, waren die Schweizer Regimenter als Besatzung in Maastricht. Später führten sie bis zur Entlassung 1829 ein ruhiges Garnisonsleben. | | |

| Bezeichnung, Einsatzdauer         | (30ned)Regiment Sprecher 1814–1829 Schweizer Regiment Nr. 31 in Königlich-Niederländischen Diensten | (30ned)Regiment Sprecher 1814–1829 Schweizer Regiment Nr. 31 in Königlich-Niederländischen Diensten |
| Jahr, Vertragspartner             | 1814, Kapitulationen über 25 Jahre der Kantone Graubünden, Glarus, Appenzell Ausserrhoden mit Elie van der Hoeven, Bevollmächtigter von König Wilhelm I. der Niederlande. | |
| Bestand, Formation                | 1 Regiment mit 2 Bataillonen mit 10 Kompanien (8 Füsilier- und 2 Flügelkompanien) von 100 Mann, insgesamt 2'028 Mann mit dem Stab. Als sich zusätzlich zu den 7 Kompanien der Kantone Glarus und Appenzell Ausserrhoden kein Kanton für die restlichen 3 fand, musste Graubünden, obwohl seine 10 Kompanien 1816 noch nicht den vorgeschriebenen Bestand erreicht hatten, die Werbung für die fehlenden Einheiten auf seinem Kantonsgebiet gestatten. Trotzdem fehlten schliesslich mehrere Hundert Mann zum Sollbestand. Um die Einverleibung in einen anderen Verband zu vermeiden wurde 1823 mit den Niederlanden eine Sondervereinbarung über 1 Regiment mit Regimentssteb und 1'590 Mann in 2 Bataillonen je mit einem kleinen und grossen Stab sowie 6 Kompanien von 128 Mann abgeschlossen. Davon hatte Graubünden 7 Kompanien oder rund 900 Mann zu stellen. | |
| Herkunft Kader, Truppe            | Aus den Kantonen Graubünden, Glarus, und Appenzell Ausserrhoden. | |
| Besitzer, Kommandant, Namensgeber | 1814, Jakob Sprecher von Bernegg zu Clus-Maienfeld; 1829, Jakob Schmid aus Glarus. | |
| Einsatz, Ereignisse               | Während des einzigen Feldzuges der niederländischen Armee, der Feldzug 1815 nach Waterloo, waren die Schweizer Regimenter als Besatzung in Maastricht. Später führten sie bis zur Entlassung 1829 ein ruhiges Garnisonsleben. | |

| Bezeichnung, Einsatzdauer         | (31ned)Regiment Auf Der Maur 1814–1829 Schweizer Regiment Nr. 32 in Königlich-Niederländischen Diensten | (31ned)Regiment Auf Der Maur 1814–1829 Schweizer Regiment Nr. 32 in Königlich-Niederländischen Diensten |
| Jahr, Vertragspartner             | 1814, Kapitulationen über 25 Jahre der katholischen Kantone deutscher Zunge mit Elie van der Hoeven, Bevollmächtigter von König Wilhelm I. der Niederlande. | |
| Bestand, Formation                | 1 Regiment mit 4 Bataillonen von 10 Kompanien à 100, mit dem Stab 4028 Mann. | |
| Herkunft Kader, Truppe            | Aus den Kantonen Freiburg, Solothurn, Luzern, Zug, Unterwalden, Schwyz, Uri und St. Gallen. | |
| Besitzer, Kommandant, Namensgeber | 1814, Alois Auf der Maur aus Schwyz, 1821 wegen Betrugs, Fälschung und Veruntreuung abgesetzt; 1821, durch Johann Baptist Ludwig Göldlin von Tiefenau aus Luzern ersetzt. | |
| Einsatz, Ereignisse               | Während des einzigen Feldzuges der niederländischen Armee, der Feldzug 1815 nach Waterloo, waren die Schweizer Regimenter als Besatzung in Maastricht. Später führten sie bis zur Entlassung 1829 ein ruhiges Garnisonsleben. Einziger beschämender Vorfall war die Absetzung des Regimentskommandanten Auf der Maur 1821. | |

1829, kurz vor der Belgischen Revolution, entliess der König seine vier Schweizer Regimenter auf Drängen der südlichen (belgischen) Provinzen (zu?) vorzeitig.
Eine grosse Anzahl von Regimentsangehörigen trat in die Dienste der niederländischen Nationalarmee über. Die Restlichen gingen zurück in die Heimat und bald grossenteils in neapolitanischen Solddienst.
Truppenangehörige, die nicht in andere fremde Dienste eintraten, bekamen bis zum Ablauf ihres Vertrages 1/2 (Offiziere) bzw. 2/3 (Unteroffiziere und Soldaten) ihres Soldes weiter ausbezahlt.